# Kalendarium historii Włocławka (od 1989)

## Tło historyczne i skutki w latach 90.

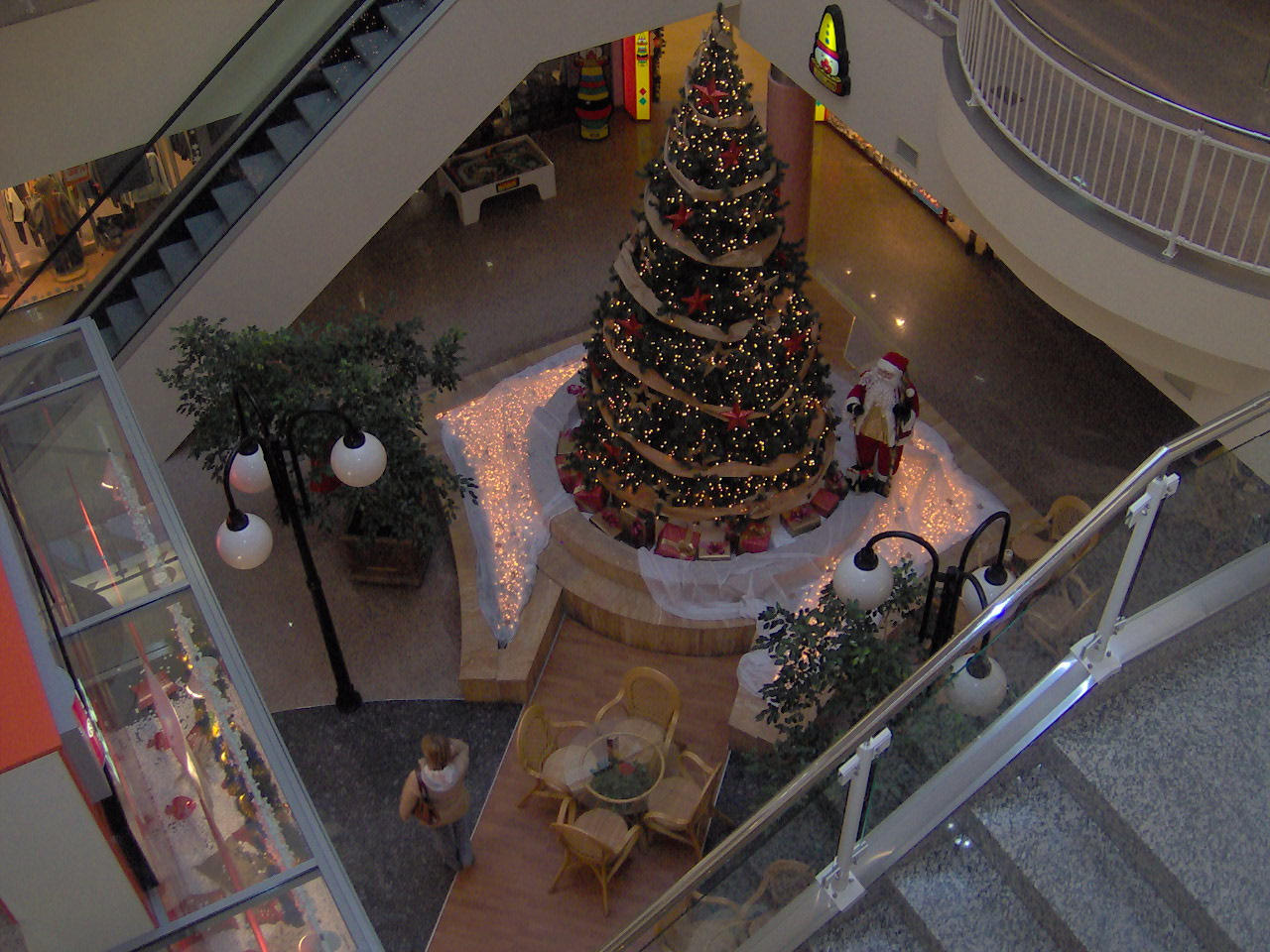
Galeria Millenium (2007 r.)

Gospodarka centralnie planowana oraz transformacja ustrojowa miały istotny wpływ na wydarzenia w mieście po 1989 r. W latach 90. gwałtownie wzrosło bezrobocie, a stan pogarszał silny charakter przemysłowy miasta oraz budzące wątpliwości przekształcenia w państwowych przedsiębiorstwach na terenie Włocławka. Jeszcze w 1996 r. na 38 tys. zatrudnionych we Włocławku, aż 16 tys. pracowało w przemyśle. W 1989 r. ze względu na niewydolny ustrój PRL-u nieznane było zjawisko bezrobocia. Na 1 jednego poszukującego pracy we Włocławku przypadały 4 wolne miejsca. W lipcu 1999 r. we Włocławku jest zarejestrowanych 16,8 tys. osób bezrobotnych.
Polskie miasta były zacofane względem Europy. W latach ’90 masowo powstały sklepy oraz usługi dostępne od lat w Zachodniej Europie:
- prywatne uczelnie (np. Wyższa Szkoła Pracy Socjalnej we Włocławku powstała w 1995 r.[7]);
- prywatne media (np. Radio W powstało w 1993 r.[8], TV Kujawy w 1995 r.[9]);
- supermarkety i hipermarkety (np. pierwsza Biedronka we Włocławku powstała w styczniu 1998 r.[10], Globi w sierpniu 1998 r.[11] przy ul. Pogodnej 10, 5 listopada 2000 r. otwarto we Włocławku pierwszy hipermarket. Był to sklep sieci Real[12] przy ul. Cmentarnej 10). Sklepy sieciowe miały wpływ na upadek handlu i bezrobocie wśród miejscowych kupców, dlatego w drugiej połowie lat ’90 protestowano przeciwko budowie sklepów sieciowych we Włocławku[13];
- dealerzy samochodowi;
- telefonia komórkowa;
- galerie handlowe (np. w 2000 r. otwarto Galerię Millenium przy ul. Witosa 2. Budynek wyróżniały pierwsze w mieście ruchome schody oraz szklana zewnętrzna winda. W 1999 r. przy tej samej ulicy zakończono budowę pierwszego fast-fooda, tj. obiekt sieci McDonald’s[14].);
- agencje ochrony;
- bankomaty i inne technologie (np. w Miejskiej Bibliotece Publicznej im. Zdzisława Arentowicza we Włocławku rozpoczęto komputeryzację w 1992 r.[15]) itd.

Miasto w 1989 r. posiadało wiele ulic z nazwami dotyczącymi poprzedniego ustroju politycznego. W latach ’90 zmieniono nazwy ulic oraz wybudowano nowe budynki (np. budynki komunalne na ul. Ptasiej zostały wybudowane w 1999 r.) i ulice (np.: w 1998 r. powstała ulica: Saturna, Jowisza, Neptuna, a w 1999 r. rozpoczęto budowę ul. Pułaskiego i przedłużono ulicę Leśną). Trudna sytuacja gospodarcza napędzała zmiany społeczne. W 2000 r. we Włocławku funkcjonowało 7 uczelni wyższych, a jeszcze w 1999 r. tylko 3,8% włocławian miało wyższe wykształcenie. Zmiany społeczne następowały powoli, a wskutek nowych zasad gospodarczych miasto dotknęła fala przestępczości (np. w roku 1996 albo w 1999 r., gdzie doszło do 3 dużych napadów na konwojentów). W latach ’90 niepokojąco wzrosła również liczba wypadków (np. w 1998 r. na włocławskich drogach zginęło 50 osób, a ponad 500 zostało rannych).

## Lata 1989–1999

### 1989
- Utworzono okręg wyborczy nr 102 do Sejmu Polskiej Rzeczypospolitej Ludowej (1989–1991), który obejmował województwo włocławskie. Siedzibą okręgowej komisji wyborczej był Włocławek[22]. Mandaty poselskie zdobyli: Dobrochna Kędzierska-Truszczyńska, Alicja Bieńkowska, Stanisław Stasiak, Andrzej Konopka[23], Tadeusz Kaszubski[24]. Wcześniej posłowie byli pracownikami różnych instytucji we Włocławku (z wyjątkiem Stanisława Stasiaka)[25][26][27][28].
- w lutym 1989 r. ograniczono ruch samochodów na ul. 3 Maja. Było to przygotowanie do funkcji deptaka[29]. Już od ok. 1850 r. była to prestiżowa ulica z ważnymi sklepami. W latach ’90 nastąpił upadek sklepów i usług na głównym deptaku miasta[30].
- 14 marca 1989 r. otwarto po remoncie największy włocławski spichlerz przy ul. Zamczej 10/12 (rok budowy to 1839 r. Przekazany na cele muzeum w 1981 r.). Jest to oddział Muzeum Ziemi Kujawskiej i Dobrzyńskiej we Włocławku pod nazwą Zbiory Sztuki[31].
- w marcu 1989 r. zmieniono koncepcję budowy szpitala wojewódzkiego we włocławskim Michelinie. Ze względu na brak środków zrezygnowano z 10 piętrowych budynków na rzecz pawilonów. Udało się zrealizować tylko dwa budynki (hotel dla pielęgniarek)[32]. Budynki powstały przy zbiegu ulic Cienistej i Łubinowej. W 2009 r. budynki zostały przebudowane na mieszkania[33].
- W maju 1989 włocławskie ulice zmieniają nazwy: Bulwary (wcześniej Bulwary Zjednoczonej Klasy Robotniczej), Cyganka (Bojowników Proletariatu), Królewiecka (Obrońców Stalingradu), Orla (Mariana Buczka), Złota (w tym przypadku nie chodziło o dekomunizację tylko o powrót do przedwojennej nazwy. W czasie PRL-u ulica nosiła nazwę: Bohaterów Getta Warszawskiego[34]), Żabia (Bohaterów Strajku 1936)[35][36][37]. Druga tura dekomunizacji ulic nastąpiła w styczniu 1992 r.
- Od 30 maja po Morzu Śródziemnym pływa statek typu ro-ro o nazwie „Wloclawek” (bez polskich znaków). Matką chrzestną została Elżbieta Rutek (wiceprezes włocławskiego oddziału PSS „Społem”)[38]. Statek początkowo pływał w ramach Polskich Linii Oceanicznych. W 2003 r. uczestniczył w II wojnie w Zatoce Perskiej. W 2007 r. został długoterminowo wynajęty przez Kanadyjskie Siły Zbrojne. Statek dostarczał sprzęt wojskowy do Afganistanu, a także pomagał w dostarczeniu pomocy humanitarnej na Haiti po trzęsieniu ziemi (2010 r.). W 2008 r. brał również udział w ćwiczeniach wojskowych na Jamajce poprzez dostarczenie sprzętu wojskowego[39]. W 2013 r. został sprzedany na złom w Indiach, gdzie po rozbiórce trafił do huty[40].
- 1 września 1989 r. otwarto Szkołę Podstawową nr 23 im. Kardynała Stefana Wyszyńskiego przy ul. Wyspiańskiego 3. Budowa nowej szkoły podstawowej dla Włocławka rozpoczęła się w 1984 r. W 1999 r. wybudowano salę gimnastyczną[41].
- W 1989 r. powstaje Zespół Pieśni i Tańca „Wrzos”[42].
- Znika ostatni bar mleczny we Włocławku („Bartek” przy ul. Kościuszki przekształca się w zwykły bar)[43].
- Zanika ruch w porcie zimowym na Zawiślu, który w PRL-u przyjmował barki z towarem[44]. Główna przyczyna to erozja wgłębna spowodowana istnieniem zapory wodnej we Włocławku[45].
- Zamknięto Muzeum Pożarnictwa przy ul. Żabiej 8 (dawna siedziba Miejskiej Straży Ogniowej). Część zbiorów trafiło do Kujawsko-Dobrzyńskiego Parku Etnograficznego w Kłóbce[46].

### 1990
- 3 maja 1990 r. przy ul. Miedzianej 2/4 otwarto nową siedzibę Galerii Sztuki Współczesnej. Wcześniej galeria mieściła się w świetlicy Zakładów Mechanicznych URSUS przy ul. Kościuszki 2. Instytucja została powołana do życia w czerwcu 1976 r., a pierwsza wystawa miała miejsce w lipcu 1977 r. Przez lata nazwa instytucji się zmieniała (od 1976 r. Biuro Wystaw Artystycznych Salon Sztuki Współczesnej, 1993 r. Państwowa Galeria Sztuki Współczesnej, od 1996 r. Galeria Sztuki Współczesnej). W 1999 r. powstało dodatkowe pomieszczenie dla wystaw pod nazwą „Mały Salon”. Galeria prowadzi wystawy, lekcje, gry, warsztaty[47].
- 17 czerwca 1990 r. na Zielonym Rynku uruchomiono bazar (ówczesna nazwa ulicy to Plac 1 maja). Jest to drugi bazar po bazarze przy stadionie Włocłavii[48]. W 1996 r. Strategia Rozwoju Miasta przewidywała przeniesienie targowiska ze względu na złe warunki sanitarne[49]. W 1999 r. większość kupców przeniosła się do hal targowych przy ul. Związków Zawodowych 7/9/11. W listopadzie 2001 r. eksmisję targowiska z Zielonego Rynku zablokował we Włocławku wicemarszałek Sejmu Andrzej Lepper[49]. 20 listopada 2001 r. nielegalne targowisko zostało zlikwidowane przy asyście 200 policjantów[50].
- 20 czerwca 1990 r. Urszula Palińska została wybrana na prezydenta Włocławka (1990–1994) przez Radę Miasta, z Klubu Obywatelskiego „Solidarność”[51]. W historii powojennego Włocławka była pierwszym prezydentem wybranym w całkowicie wolnych wyborach. Wcześniej pracowała w Kujawskiej Fabryce Manometrów (obecnie WIKA Polska). Jest absolwentką Politechniki Gdańskiej.
- Pod koniec lipca 1990 r. Włocławskie Zakłady Ceramiki Stołowej przeniosły się z ul. Kościuszki na ul. Płocką[52]. Zniszczone tereny fabryczne w ścisłym centrum miasta (ul. Kościuszki) zostały w pełni zagospodarowane w 2009 r. przez Wzorcownię. Tradycja włocławskiego fajansu sięga 1873 r., a ówczesna nazwa fabryki to Włocławska Fabryka Fajansu[53]. W 1945 r. zmieniono nazwę na Zakład nr 1 Włocławskich Zakładów Ceramiki Stołowej. Od lat '40 do lat ’80 zaczęto organizować konkursy dla malarek ceramiki stołowej, które zaowocowały w latach '70 posiadaniem ok. 8 tys. wzorów[54]. W latach '70 fabryka produkowała popularne „włocławki”. 8 grudnia 1981 r. budynki fabryczne zostały wpisane do rejestru zabytków[55]. Brak ugody w sprawie spłacenia kredytu zaciągniętego na budowę nowej siedziby przy ul. Płockiej doprowadziło firmę do bankructwa. 1 października 1991 r. zapadła decyzja o likwidacji zakładu i o zwolnieniu około 1,5 tys. osób[56].
- Powrócono do herbu miasta sprzed 1950 r.[57]
- Otwarto Cmentarz Komunalny w Pińczacie[58]. Nowa nekropolia Włocławka znajduje się poza granicami miasta i 5 km od Cmentarza Komunalnego na ul. Chopina. W 2014 r. cmentarz przy ul. Chopina posiadał 27768 grobów (66112 pochowanych), a cmentarz w Pińczacie 5088 grobów (6466 pochowanych)[59].

### 1991

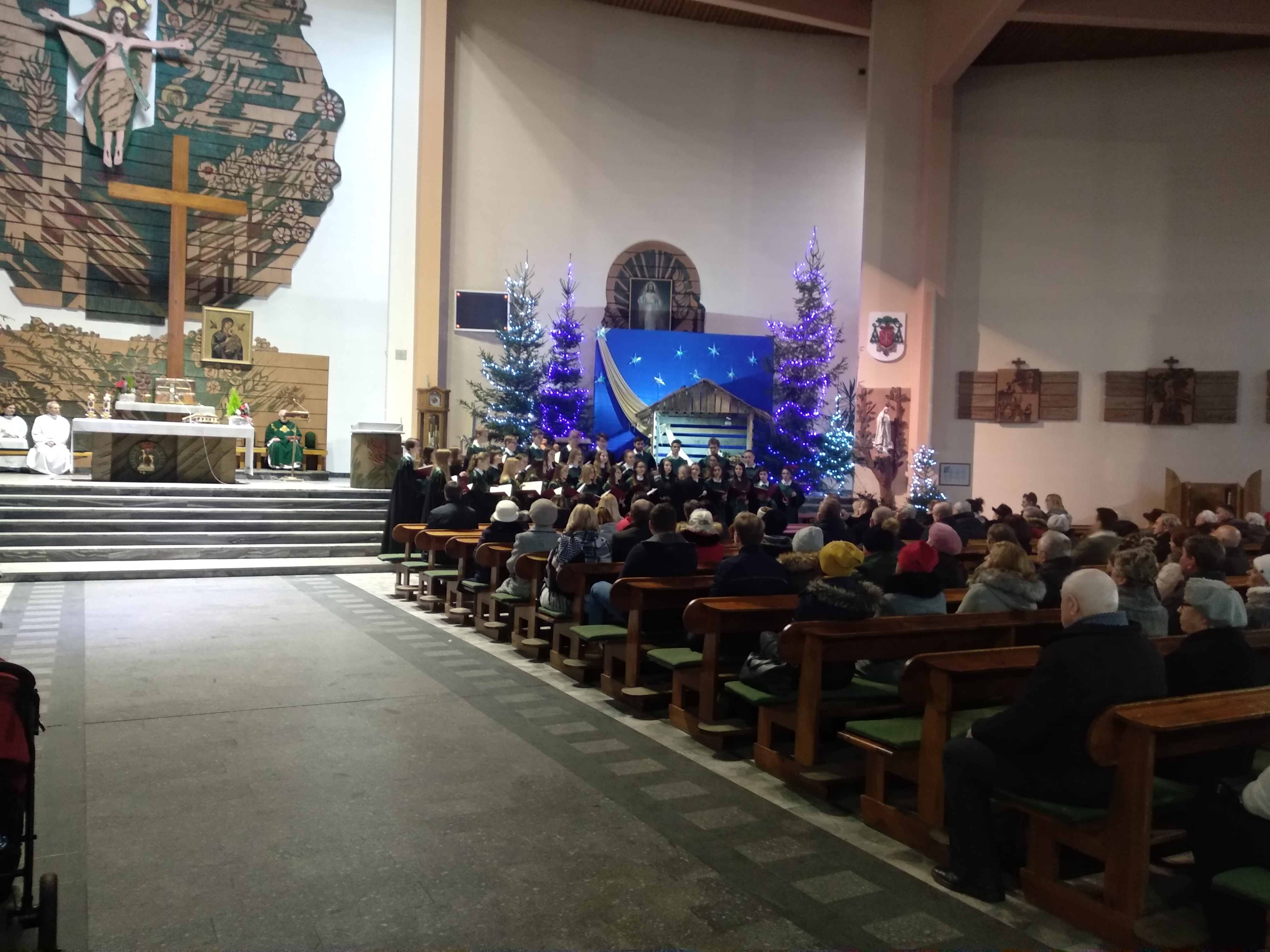
Chór Canto w 2020 r.

- 1 sierpnia 1991 r. powstała Straż Miejska we Włocławku. Początkowo zatrudniała 12 strażników, którzy pracowali od poniedziałku do soboty w systemie dwuzmianowym[60].
- 6–7 czerwca 1991 r. Włocławek odwiedził papież Jan Paweł II. 7 czerwca 1991 r. papież wygłosił homilię na lotnisku Aeroklubu Włocławskiego w Kruszynie[61]. Ponadto spotkał się z nauczycielami i katechetami w Katedrze Włocławskiej oraz poświęcił krzyż na tamie (upamiętniający śmierć ks. Jerzego Popiełuszki)[62].
- We wrześniu 1991 r. powstaje Chór Canto przy Zespole Szkół Muzycznych im. Czesława Niemena we Włocławku[63]. Chór zdobył wiele nagród międzynarodowych, a w ciągu 25 lat śpiewało w nim ok. 500 osób[64].
- 2 października 1991 r. zainaugurowano rok akademicki w nowo powstałym Nauczycielskim Kolegium Języków Obcych przy ul. Toruńskiej 30. Możliwe kierunki do studiowania to Język angielski i Język niemiecki[65].
- 28 listopada 1991 r. we Włocławku powstała firma Guala Closures DGS Poland S.A. (wcześniejsza nazwa DGS S.A.). Jest to jeden z największych producentów nakrętek na Świecie, który w 2014 r. zatrudniał we Włocławku 535 osób[66]. Założycielem firmy jest włocławianin Krzysztof Grządziel.

### 1992
- 3 stycznia 1992 r. w ramach dekomunizacji włocławskie ulice zmieniają nazwy (łącznie 25 ulic). Nowe nazwy ulic to: Aleja Jana Pawła II (wcześniej Wyzwolenia), Biskupia (Franciszka Olejniczaka), Brzeska (Waryńskiego), Długa (Jana Krasickiego), Gajowa (Władysława Hibnera), Jerzego Bojańczyka (Karola Świerczewskiego), Papieżka (Kostki Napierskiego), Promienna (Aleja Przyjaźni Polsko-Radzieckiej), Obwodowa (Polskiego Komitetu Wyzwolenia Narodowego), Ogniowa (Stefanii Sempołowskiej), Okrężna (22 lipca), Kapitulna (Jana Polewki), Polna (Purmana), Postępu (Związku Walki Młodych), POW (20 Stycznia), Stodólna (Armii Czerwonej), Św. Antoniego (Marchlewskiego), Kaliska (Dubois), Wolności (Obrońców Pokoju), Wiejska (Feliksa Dzierżyńskiego), Włodzimierza Gniazdowskiego (Hanki Sawickiej), Izabeli Zbiegniewskiej (Leona Kruczkowskiego), Zielony Rynek (Plac 1 Maja), Bulwary im. Marszałka Józefa Piłsudskiego, most na Wiśle im. Edwarda Rydza-Śmigłego[35][36][37]. Jest to druga tura dekomunizacji ulic po zmianach w maju 1989 r. (6 ulic). Trzecia tura nastąpiła 2017 r. na mocy nowej ustawy[67], a zmiana dotyczyła ulicy 20 stycznia (obecnie bezimienna)[68].
- Powstaje Teatr Impresaryjny im. Włodzimierza Gniazdowskiego we Włocławku (ówczesna nazwa to Państwowy Teatr Impresaryjny). Jego początki sięgają 1990 r. (działalność bez formy instytucjonalnej). W 2002 r. zmieniono nazwę na obecną. Do 2013 r. zorganizował ponad 4,5 tys. przedstawień, koncertów, recitali, wystaw, które obejrzało 1,5 mln osób[69]. Nie był to pierwszy teatr we Włocławku, bo pierwszą salkę do celów teatralnych wykorzystywano już ok. 1850 r. W 1901 r. Włocławek zyskał teatr na 550 osób przy ul. Cyganka[70].
- Provide Włocławek (obecna nazwa Anwil Włocławek) po barażach z Górnikiem Wałbrzych zapewnił sobie awans do ekstraklasy[71]. Włocławski zespół pokonał Górnik 3:1 (107:106, 85:94, 100:95, 104:91). Do 2019 roku Anwil Włocławek zdobędzie 3-krotnie Mistrzostwo Polski, 8-krotnie wicemistrzostwo Polski, 2-krotnie 3 miejsce, 6-krotnie 4 miejsce, 3-krotnie Puchar Polski, 3-krotnie Superpuchar Polski oraz wielokrotnie zajmie wysokie miejsca w europejskich pucharach.

### 1993
- Od 1 kwietnia 1993 r. zaczyna działać na terenie miasta „Radio W”. Radio prowadziło „na żywo” relacje z meczów koszykówki ówczesnego Nobilesu Włocławek. Dyrektorem i komentatorem sportowym radia był Jerzy Polak[72]. „Radio W” zostało wykupione i od 9 stycznia 2006 r. nadawało jako włocławski oddział Radia Gra. W 2013 r. zostało ponownie sprzedane i funkcjonuje jako radio „RMF MAXXX – Włocławek”[73]. Część programu radiowego jest tworzona poza Włocławkiem[74].
- otwarto Kujawsko-Dobrzyński Park Etnograficzny w Kłóbce, który jest oddziałem Muzeum Ziemi Kujawskiej i Dobrzyńskiej we Włocławku[75].

### 1994
- 31 sierpnia 1994 r. upadły Zakłady Celulozowo-Papiernicze im. Juliana Marchlewskiego we Włocławku. Tradycje firmy sięgają 1899 r., a w okresie PRL-u zakładał zatrudniał ok. 3500 pracowników[76]. Pozostałości po zabytkowym zakładzie okradziono[77] i wyburzono np. w 2009 r. wyburzono charakterystyczny 80-letni ceglany komin[78], rozebrano tory w Śródmieściu Włocławka. W 2002 r. doszło do śmiertelnego wypadku w ruinach fabrycznych. Obecnie na terenie Celulozy działa kilka przedsiębiorstw (np. TOP 2000) i są wybudowane bloki mieszkalne. Powieść autorstwa Igora Newerlego z 1950 roku rozgrywa się we włocławskiej celulozie, a także film pt. „Celuloza” (1954 r.) w reżyserii Jerzego Kawalerowicza[79].
- Prezydentem Włocławka (1994–1998) został Ryszard Chodynicki.

### 1995
- 22 czerwca 1995 roku, decyzją Ministerstwa Edukacji Narodowej, powołana została Wyższa Szkoła Pracy Socjalnej[7] (obecnie Kujawska Szkoła Wyższa). Jest to najstarsza niepubliczna uczelnia w województwie Kujawsko-Pomorskim[80]. Założycielem uczelni jest Włocławskie Towarzystwo Naukowe. W pierwszym roku istnienia prowadzi nabór na kierunek pedagogika ze specjalnością praca socjalna, a w 1996 r. otwiera drugi kierunek (administracja). Ze względu na brak własnego obiektu zajęcia odbywają się w szkołach miejskich[81]. 11 maja 1996 r. zmieniono nazwę na Wyższą Szkołę Humanistyczno-Ekonomiczną. W 2014 r. uczelnia zakupiła pakiet kontrolny w Wyższej Szkole Technicznej we Włocławku[82]. 1 sierpnia 2015 r. uczelnie zostały połączone w Kujawską Szkołę Wyższą we Włocławku. Do 2019 roku uczelnię opuściło ponad 20 tys. absolwentów[80]. W semestrze 2019/2020 r. uczelnia prowadziła nabór we Włocławku na kierunkach: Administracja, Bezpieczeństwo i higiena pracy, Bezpieczeństwo narodowe (I i II stopień), Budownictwo, Ekonomia, Energetyka, Logistyka, Logopedia, Pedagogika (I i II stopień), Pielęgniarstwo (I i II stopień), Transport[83]. Kujawska Szkoła Wyższa w 2020 r. posiadała budynki przy Pl. Wolności 1 (Biuro Rektora, Biblioteka Główna, Collegium Minus), ul. Okrzei 94A (Collegium Novum), ul. Okrzei 94 (Collegium Maius)[84]. Wcześniej do uczelni należał również budynek przy ul. Piwnej 3 (obecnie funkcjonuje tam Riverside Hotel)[85].
  - Od 2009 r. przy uczelni działa Uniwersytet Trzeciego Wieku[80].
  - Od 2010 r. uczelnia współorganizuje Włocławski Festiwal Nauki i Przedsiębiorczości[80].
  - W 2012 r. uruchomiono Zespół Szkół Akademickich im. Obrońców Wisły 1920 roku przy ul. Okrzei 94 A[80].
  - W ramach uczelni ponadto funkcjonuje: Akademicki Związek Sportowy, Akademickie Biuro Karier, Akademickie Centrum Pomocy Psychologiczno-Pedagogicznej, Program Erasmus+.
  - Uczelnia posiada filię w Grudziądzu i w Nowym Targu.
- 22 lipca 1995 r. zaczyna działać TV Kujawy[9].
- W 1995 r. w Japonii w mieście Chiba brązowy medal Mistrzostw Świata zdobyła Aneta Szczepańska. 22 lipca 1996 r. zdobyła srebrny medal na Igrzyskach Olimpijskich w Atlancie[86]. W 2004 r. na Mistrzostwach Europy w Bukareszcie wywalczyła srebrny medal. Włocławianka jest wychowanką włocławskich klubów judo, a od 2008 r. także trenerką[87].
- Włocławek liczy 123 800 mieszkańców (Południe 39,7 tys. mieszkańców, Śródmieście 30 tys., Zazamcze 27 tys., Kazimierza Wielkiego 19 tys., Michelin 4,7 tys., Zawiśle 2,8 tys.)[88].

### 1996
- 4 marca 1996 r. sprzedano Spółdzielnie Cukierniczą „Kujawianka”, która zatrudniała ok. 600 kobiet. Nabywcą zostały Zakłady Przemysłu Cukierniczego „Hanka” z Siemianowic[89]. Tradycje „Kujawianki” sięgają 1926 r.[90] W 1928 r. produkowała 30 rodzajów słodyczy, a najpopularniejsze były landryny oraz cukierki: miętowe, miodowe, ślazowe, migdałowe[91].
- Od kwietnia wprowadzono płatne parkowanie w centrum Włocławka.
- 1 sierpnia 1996 r. umiera w Bazylei Tadeusz Reichstein. Laureat Nagrody Nobla urodził się 20 lipca 1897 we Włocławku. Od 1988 r. był członkiem honorowym Włocławskiego Towarzystwa Naukowego, otrzymał Medal „Zasłużony dla Włocławka”, a w 1994 honorowe obywatelstwo miasta.
- 9 sierpnia 1996 r. dochodzi do wypadku lotniczego nad Jeziorem Czarnym. Śmigłowiec przy awaryjnym lądowaniu zawadza o linie wysokiego napięcia, a w wyniku wypadku śmierć ponoszą 2 osoby[92]. Wydarzenie upamiętnia pomnik w lesie[93].
- od 1 września 1996 r. Zespół Szkół Medycznych (szkoła powstała 1 września 1977 r.) został przekształcony w Medyczne Studium Zawodowe[94]. Szkoła przy ul. Obrońców Wisły 1920 r. 21/25 kształci pielęgniarki i położone, a w przyszłości także ratowników medycznych[95]. W 1999 r. otwarto Oddział Zamiejscowy Akademii Medycznej w Bydgoszczy (Wydział Pielęgniarstwa)[96]. W 2004 Zarząd Województwa Kujawsko-Pomorskiego zdecydował się o likwidacji studium i przekazaniu jego majątku Państwowej Uczelni Zawodowej we Włocławku[97]. Kontynuacje kształcenia kadr pielęgniarskich przejęła Kujawska Szkoła Wyższa we Włocławku, a w 2015 r. kierunek pielęgniarski otworzyła Państwowa Uczelnia Zawodowe we Włocławku[98].
- 1 października 1996 r. ruszają studia dzienne i wieczorowe dla nauczycieli na kierunkach: Język polski, Język angielski i Język Niemiecki. Studia odbywają się w ramach Zespołu Kolegiów Nauczycielskich we Włocławku i pod patronatem Uniwersytetu Łódzkiego[99].
- W mieście dochodzi do porachunków lokalnych gangsterów przy współudziale grup przestępczych spoza Włocławka. W mediach głośnych echem odbija się najazd i strzelanina w hotelu nad Jeziorem Wikaryjskim[19]. 13 sierpnia 1996 r. doszło do bijatyki z użyciem broni palnej na ul. Papieżkiej. Dzień później doszło do podpalenia lokalu rozrywkowego przy ul. Sadowej[100]. W tej samej okolicy przy ul. Sadowej w 2004 r. doszło do postrzelenia dwóch ludzi[101].
- 30 listopada 1996 r. we Włocławku zaczyna nadawać Radio HIT[102].
- Wybudowano bloki komunalne na ul. Płockiej oraz wyremontowano na cele mieszkaniowe budynki po dawnej bazie ZOMO przy ul. Zakręt[103].
- W 1996 r. na lotnisku Aeroklubu Włocławskiego w Kruszynie odbyły się Mistrzostwa Polski w Akrobacji Szybowcowej i Samolotowej. W następnych latach było ponad 70 imprez imprez o randze krajowej lub międzynarodowej np.:
  1. W 2001 r. Mistrzostwa Europy Makiet Samolotów F 4B i F4C pod patronatem Prezydenta RP[104].
  2. W 2007 r. Mistrzostwa Świata Modeli Śmigłowców F3C[104].
  3. W 2008 r. 20. Mistrzostwa Świata Modeli Redukcyjnych Samolotów i Otwarte Zawody Międzynarodowe Modeli Redukcyjnych Samolotów Gigant[104].
  4. W 2009 r. Mistrzostwa Europy Modeli Szybowców Termicznych F3J[104].
  5. W 2013 r. Mistrzostwa Świata Modeli Śmigłowców F3C/F3N[104].
  6. W 2013 r. 18. Mistrzostwa Europy Balonów na Ogrzane Powietrze[104].
  7. W 2014 r. Mistrzostwa Świata FAI Modeli na Uwięzi w klasach F2A, F2B, F2C i F2D[104].
  8. 15–23 sierpnia 2015 r. odbyły się 13. FAI Mikrolotowe Mistrzostwa Europy. W zawodach wzięło udział 40 załóg z 11 krajów[105]. Mistrzostwa objęte zostały Patronatem Honorowym Prezydenta RP Bronisława Komorowskiego[106].
  9. W 2016 r. Mistrzostwa Europy FAI Modeli Śmigłowców dla Seniorów i Juniorów w konkurencjach F3C I[104].
  10. W 2017 r. Mistrzostwa Europy Modeli Kosmicznych[104].

### 1997

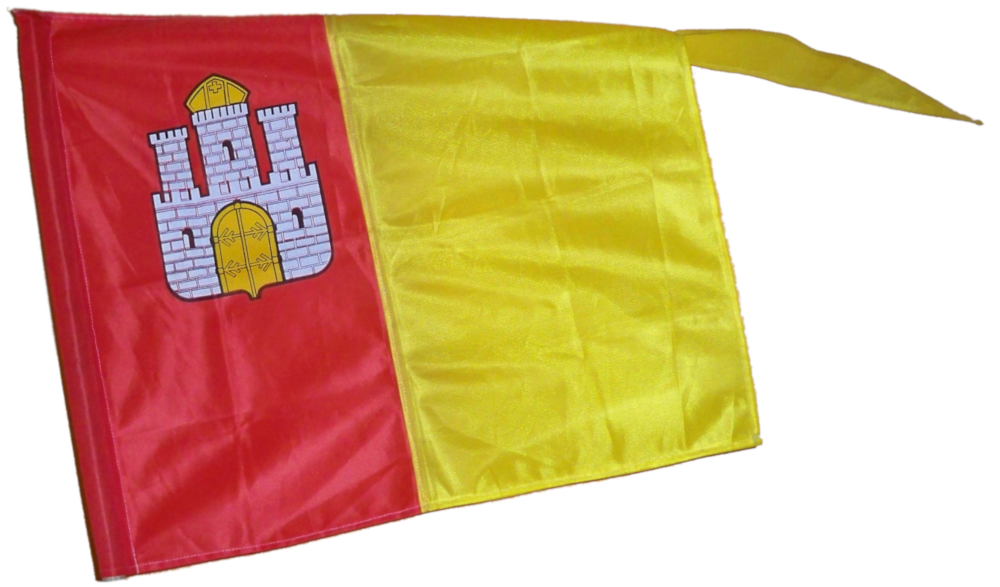
Flaga Włocławka

- Powstał Teatr Nasz, a w 1999 r. został oficjalnie zarejestrowany jako Stowarzyszenie Edukacyjno-Teatralne Teatr Nasz. Przez wiele lat funkcjonował w budynku przy ul. Brzeskiej 1. Obecnie teatr funkcjonuje w Centrum Kultury Browar B. Stowarzyszenie jest pomysłodawcą Międzynarodowego Festiwalu Teatrów Ulicznych „Brukarnia” (odbywa się od 2003 r.)[107].
- Zarząd Miasta ustanawia coroczne Dni Włocławka, które będą się odbywać pomiędzy 22–28 czerwca. Pierwsza edycja miała miejsce w 1997 r.[108]
- Uchwała Rady Miasta ustanawia hejnał Włocławka[57], flagę miejską, pieczęcie Zarządu Miasta i Rady Miasta, insygnia Przewodniczącego Rady Miasta i Prezydenta Miasta[109].

### 1998

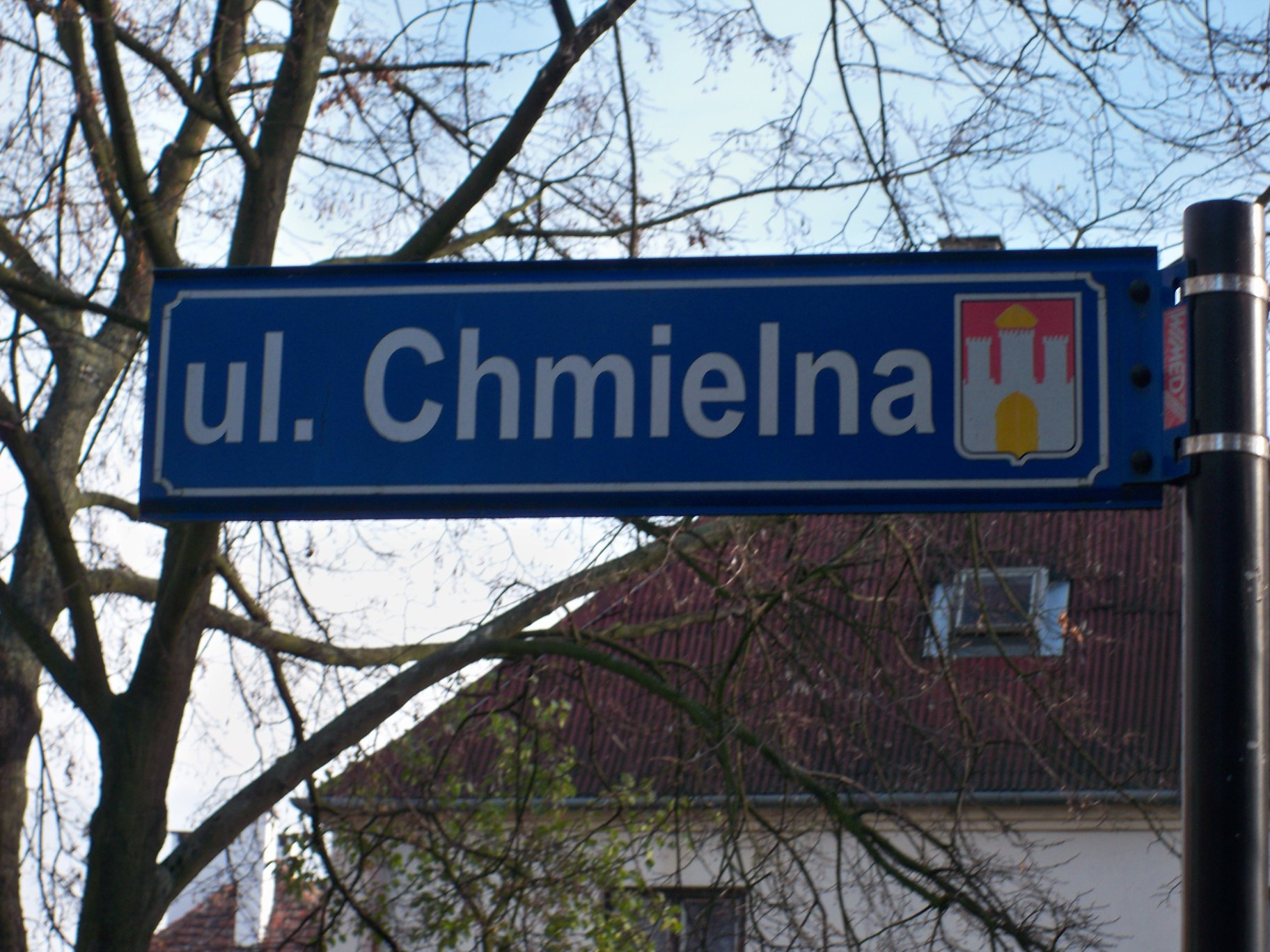
Tablica z nazwą ulicy we Włocławku (nowy wygląd tablic został wprowadzony w 1998 r.)

- Prezydentem Włocławka (1998–2002) został Stanisław Wawrzonkowski.
- 2 lutego Rada Miasta uchwałą wyraziła sprzeciw wobec nowego podziału administracyjnego. Powstał Komitet Obrony Województwa Włocławskiego zbierający podpisy, aby przeprowadzić referendum dot. reformy administracyjnej[110].
- W lipcu 1998 r. uruchomiono schronisko dla zwierząt przy ul. Przemysłowej 16. Do czerwca 2018 r. schronisko przyjęło 10,9 tys. psów i 3,3 tys. kotów oraz inne zwierzęta[111].
- W lipcu Zarząd Miasta wprowadził nowy wzór tablic z nazwami ulic. Granitowe tablice z nazwą ulicy (białe litery) oraz herbem[112].

### 1999
- 1 stycznia 1999 r. nastąpiła utrata statusu miasta wojewódzkiego w wyniku reformy administracyjnej[113]. Pomimo protestów mieszkańców i władz miasta zrealizowano reformę administracyjną[110].
- W lipcu 1999 r. zakończono modernizację Regionalnego Zakładu Utylizacji Odpadów Komunalnych w Machnaczu. Wysypisko powstało w 1985 r., a zakład utylizacji odpadów powstał w 2001 r. W 2019 r. rozpoczął się kolejny etap modernizacji, który potrwa do 2021 r. W ramach 31,7 mln zł ma być zmodernizowana i zautomatyzowana linia sortownicza[114]
- 3 grudnia 1999 r. Kujawskie Zakłady Mechaniczne KaZeteM Włocławek ogłosiły upadłość[115]. Były następcą Zakładów Mechanicznych URSUS. W listopadzie 1999 r. ze względu na brak opłaconych rachunków został odcięty prąd, a 480 pracowników otrzymało przymusowy i bezterminowy urlop[116]. W 2003 r. teren po fabryce (24 ha) został sprzedany[117]. Fabryka została wybudowana w 1988 r., a biurowiec był projektowany przez Włochów[118]. Na początku 2013 r. wyburzono część hal i zdemontowano elewację biurowca. W latach wcześniejszych usunięto tory prowadzące do zakładów. Część terenów i budynków jest wykorzystywana do działalności gospodarczej[117].
- W 1999 r. zbudowano tymczasowy próg podpiętrzający (do czasu budowy nowej tamy), który zabezpiecza tamę przed skutkami katastrofy budowlanej w wyniku erozji dna Wisły. W 2015 r. zakończył się dwuletni remont generalny stopnia wodnego we Włocławku, a koszt inwestycji został zamknięty w 115,4 mln zł. W grudniu 2018 r. zakończono remont tymczasowego progu podpiętrzającego, który został uszkodzony na skutek normalnego funkcjonowania stopnia wodnego we Włocławku. Remont objął swoim zakresem naprawę podwodnego betonowego progu, nowego narzutu kamiennego i wbudowania worków gabionowych[119].

## Lata 2000–2009

### 2000
- w marcu 2000 r. we Włocławku funkcjonuje 7 uczelni wyższych tj.: Wyższe Seminarium Duchowne we Włocławku, Nauczycielskie Kolegium Języków Obcych, Oddział Zamiejscowy Akademii Medycznej w Bydgoszczy (Wydział Pielęgniarstwa), Wydział Zamiejscowy Wyższej Szkoły Technicznej w Legnicy, Wyższa Szkoła Humanistyczno-Ekonomiczna, Filia Politechniki Łódzkiej (funkcjonuje od 1998 r. w ramach Wydziału Budownictwa, Architektury i Inżynierii Środowiska), Zachodniopomorska Szkoła Biznesu[17].
- w sierpniu 2000 r. powstaje Kujawska Chorągiew Władysława Łokietka (oprócz tego istnienie Włocławskie Bractwo Rycerskie). Chorągiew została zarejestrowana jako stowarzyszenie w 2005 r.[120]
- 18 listopada 2000 r. ogłoszono decyzję o likwidacji włocławskiego oddziału Zachodniopomorskiej Szkoły Biznesu, który był prowadzony spółkę z Włocławka. W chwili likwidacji kształciło się w oddziale 800 osób[121].

### 2001

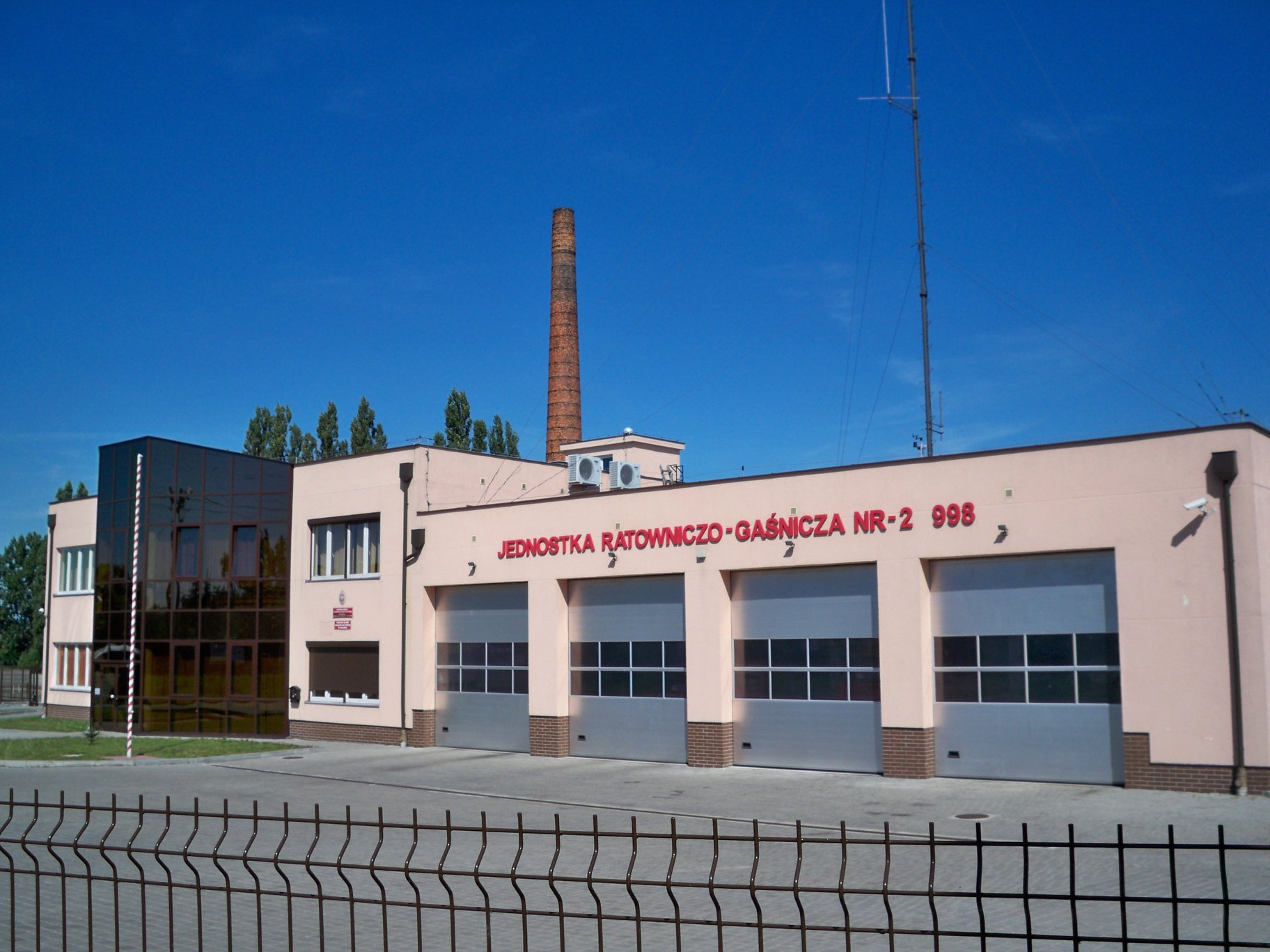
Jednostka Ratowniczo-Gaśnicza nr 2 we Włocławku (2009 r.)

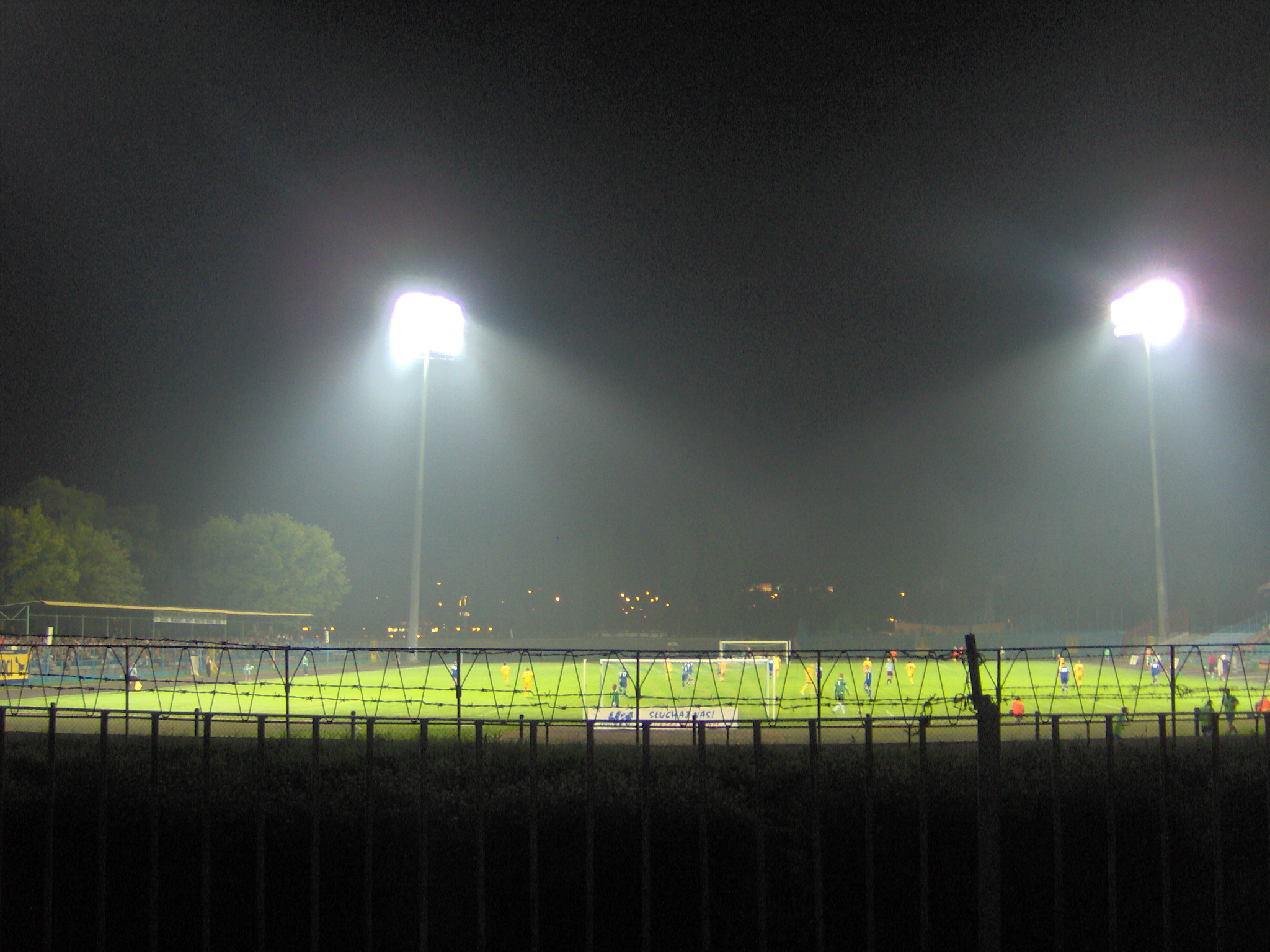
Stadion OSIR przed modernizacją (2007 r.)

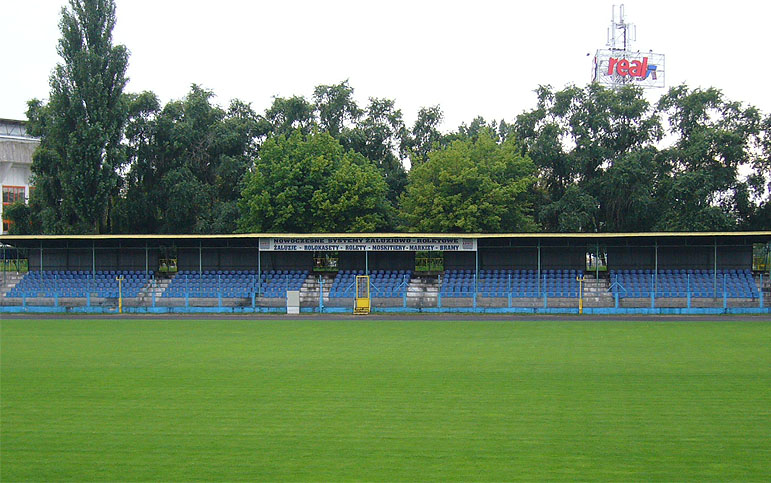
Stadion OSiR-u przed modernizacją

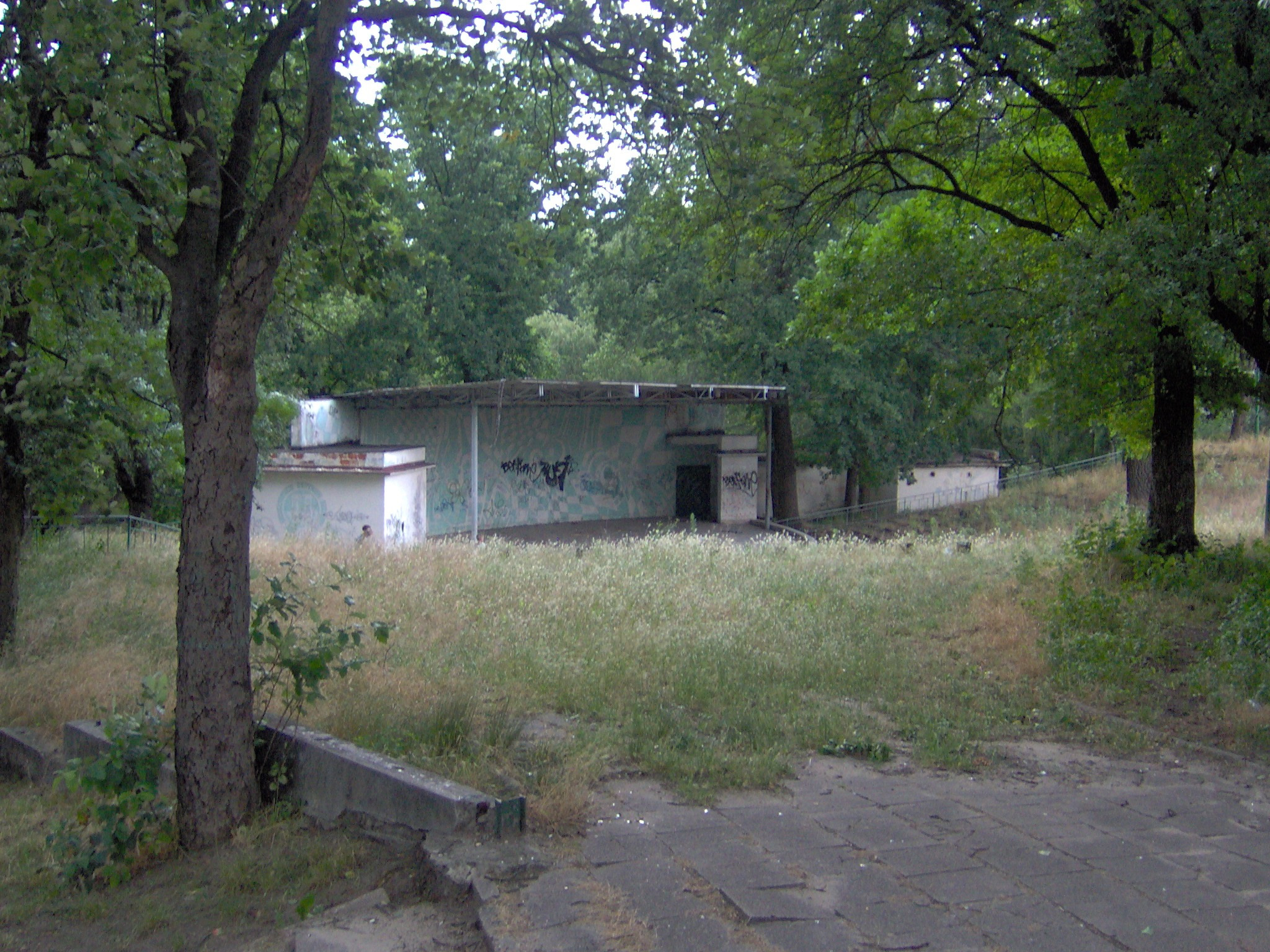
Amfiteatr we Włocławku w Parku im. Henryka Sienkiewicza (stan z 2007 r.)

- 8 czerwca 2001 r. Zespół Szkół Samochodowych we Włocławku przeprowadza się do nowo wybudowanego kompleksu przy ul. Leśnej 1a. Szkoła istnieje od 1974 r., a przed budową nowych budynków szkoła znajdowała się na ul. Łęgskiej 26[122] (obecnie jest tam Zespół Szkół Katolickich im. ks. Jana Długosza, który tam funkcjonował od 1927 r. do 1949 r. We wrześniu 2001 r. reaktywowano Publiczne Gimnazjum im. Ks. Jana Długosza[123]).
- 22 września 2001 r. otwarto Halę Mistrzów[124]. Koszt budowy wraz z infrastrukturą to 21 997 329 złotych[125].
- 13 grudnia 2001 r. Wyższa Szkoła Informatyki i Umiejętności z Łodzi (do 2012 r. funkcjonowała pod nazwą Wyższa Szkoła Informatyki[126]) otrzymała pozwolenie z ówczesnego Ministerstwa Edukacji Narodowej i Sportu na oddział zamiejscowy we Włocławku[127][128]. Uczelnia w pierwszych latach funkcjonowała przy ul. Chopina 27[129]. W semestrze 2003/2004 dostępny był kierunek Informatyka o specjalnościach: inżynieria oprogramowania, systemy informatyczne w zarządzaniu, systemy informatyczne w medycynie i ekologii, grafika komputerowa, teleinformatyka[130]. Także w tym samym roku uczelnia miała 600 studentów[131]. W 2004 r. oddano do użytku wyremontowany budynek przy ul. Chmielnej 24[132]. W 2010 r. uruchomiono we Włocławku Uniwersytecie Małego Człowieka przy Wyższej Szkole Informatyki i Umiejętności z Łodzi[133] oraz nowy kierunek Bezpieczeństwo narodowe (specjalności: zarządzanie kryzysowe i edukacja dla bezpieczeństwa)[134]. 28 sierpnia 2017 r. oddział zamiejscowy zostaje zlikwidowany ze względu: „brak możliwości realizacji celów statutowych, brak środków finansowych koniecznych do prowadzenia wydziału, brak kandydatów na studia”[135].

### 2002
- Prezydentem Włocławka (2002–2006) został Władysław Skrzypek.
- 1 lutego 2002 r. powstaje Państwowa Wyższa Szkoła Zawodowe we Włocławku (obecnie Państwowa Uczelnia Zawodowa we Włocławku). Szkoła wyższa powstała na podstawie Rozporządzenie Rady Ministrów z dnia 20 września 2001 r. w sprawie utworzenia Państwowej Wyższej Szkoły Zawodowej we Włocławku. Dokument ten określił specjalności zawodowe, które będą dostępne na uczelni tj. język polski, język niemiecki, język angielski, stosunki międzynarodowe[136].
  1. Rok akademicki rozpoczął się 26 lutego 2002 r., a na kierunku Stosunki międzynarodowe zostało przyjętych 94 studentów. W październiku 2002 r. przyjęto kolejnych studentów na kierunki: Filologia (w przyszłości uczelnia będzie prowadzić specjalności: angielską, niemiecką, rosyjską), Stosunki międzynarodowe, Język polski. Łączna liczba studentów w 2002 r. wyniosła 760 osób[137]. W początkowych latach zajęcia odbywają się w salach przy ul. 3 Maja 17 (budynek rektoratu), ul. Mechaników 3 (budynek dydaktyczny), Toruńskiej 30 (w byłym budynku Nauczycielskiego Kolegium Języków Obcych, który należy do Samorządu Województwa. W 2016 r. zostanie przekształcony w inkubator przedsiębiorczości). Uczelnia wzbogaciła się o: budynek dydaktyczny i Dom Studenta przy ul. Obrońców Wisły 1920 r. 21/25 (2004 r.), wybudowany kolejny budynek dydaktyczny przy ul. Obrońców Wisły 1920 r. (2008 r.), Centrum Nauk Technicznych i Nowoczesnych Technologii przy ul. Energetyków 30 (2019 r.).
  2. Kolejne kierunki otwierane na uczelni to: Zarządzanie i marketing o specjalności zarządzanie małym i średnim przedsiębiorstwem (2004 r.), Informatyka w zarządzaniu (2006), Administracja (2007 r.), Informatyka i Pedagogika (2009 r.). Obecnie uczelnia ma także uprawnienia do kształcenia na kierunkach: Mechanika i budowa maszyn, Finanse i rachunkowość, Prawo oraz Pedagogika wczesnoszkolna i przedszkolna (studia jednolite magisterskie)[137], Pielęgniarstwo. W 2019 r. uczelnia prowadziła nabór na kierunki licencjackie i inżynierskie: Nowe media i e-biznes, Finanse i rachunkowość, Pielęgniarstwo (licencjackie i uzupełniające), Filologia (specjalność: Filologia angielska), Pedagogika, Administracja, Zarządzanie, Informatyka, Mechanika i Budowa Maszyn, Inżynieria zarządzania. Dodatkowo uczelnia prowadziła nabór na studia jednolite magisterskie na kierunkach: Prawo, Pedagogika przedszkolna i wczesnoszkolna.
  3. W ramach uczelni funkcjonują: Akademickie Przedszkole (3-Maja 17)[138], Akademicka Szkoła Policealna[139], Medyczny Uniwersytet Trzeciego Wieku[140], Akademicki Związek Sportowy[141], Biuro Karier, Program Erasmus. Uczelnia uczestniczy w organizacji Włocławskiego Festiwalu Nauki i Przedsiębiorczości.
- Przeniesiono 3 Włocławski Pułk Drogowo-Mostowy im. gen. Karola Sierakowskiego do Chełmna[142]. Był obecny we Włocławku od 1920 r.[143] Tereny po jednostkach (ul. Żytnia i ul. Długa) sprzedano inwestorom prywatnym[144][145].
- W 2002 r. otwarto Centrum Diagnostyczno-Leczniczego przy ul. Królewieckiej 2, które jest filią Centrum Onkologii z Bydgoszczy[146].

### 2003
- 15 czerwca 2003 r. Anwil Włocławek został Mistrzem Polski w koszykówce[147].
- 17 listopada 2003 r. po raz pierwszy odegrano hejnał Włocławka z wieży dawnej siedziby Miejskiej Straży Ogniowej we Włocławku. Miesiąc wcześniej odnowiono Salę Zebrań i malowidło z 1909 r. oraz zegar na wieży[148]. W 2003 r. przeniesiono tutaj klub „Stara Remiza”.
- Odbywa się pierwsza edycja Międzynarodowego Festiwalu Teatrów Ulicznych „Brukarnia”[107].

### 2004
- 17 sierpnia 2004 r. powstała Wyższa Szkoła Techniki i Przedsiębiorczości we Włocławku[149]. Gmach uczelni mieścił się przy ul. Łęgskiej 20, a dodatkowo były wynajmowane sale od Zespołu Szkół Technicznych. W 2009 r. na uczelni studiowało 560 osób[150]. Uczelnia oferowała kierunku: Transport (specjalności: eksploatacja pojazdów i urządzeń transportowych, logistyka i technologia transportu, inżynieria ruchu.), Budownictwo (od 2007, specjalności: konstrukcje budowlane i inżynierskie, technologia i organizacja budownictwa, drogi, ulice i lotniska), Logistyka (logistyka zaopatrzenia i dystrybucji, logistyka zakładów produkcyjnych, zarządzanie usługami), Edukacja techniczno-informatyczna (od 2009, specjalności: zarządzanie procesami wytwarzania, systemy informacyjne w transporcie)[151]. Uczelnia posiadała swoją filię w Grudziądzu i w Toruniu[152]. W 2013 r. zmieniła nazwę na Wyższa Szkoła Techniczna we Włocławku. 1 sierpnia 2015 r. uczelnia została włączona do Kujawskiej Szkoły Wyższej.

### 2005

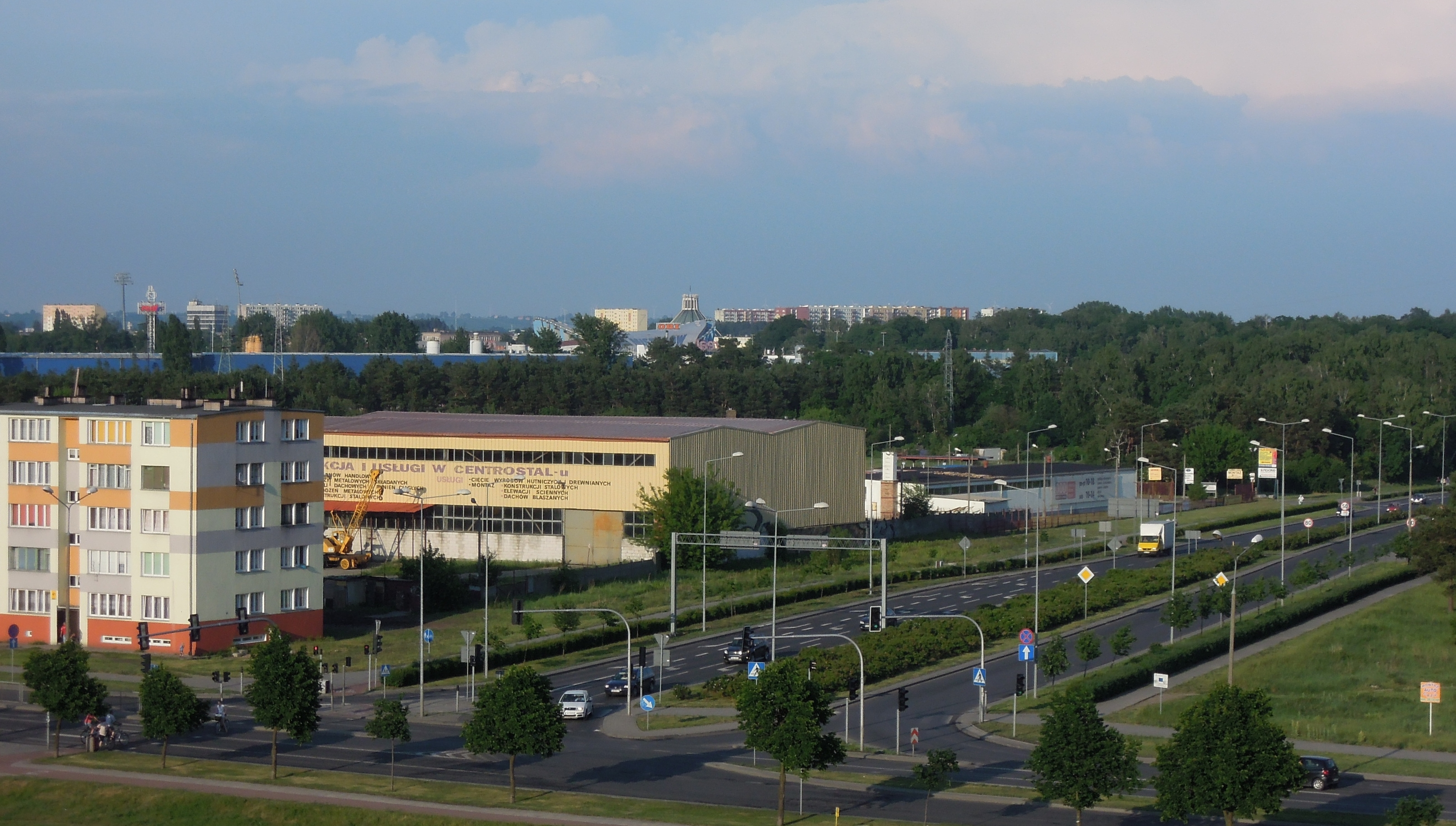
Aleja Królowej Jadwigi

- 8 kwietnia 2005 r. przez Włocławek przeszedł Marsz Milczenia dla Ojca Świętego. Na trasie 11 km obecnych było ok. 30 tys. osób. Marsz rozpoczął się o godz. 15 pod Katedrą, a zakończył na Lotnisku w Kruszynie. Marsz rozciągał się na 5 km, a kończył w miejscu mszy świętej odprawionej przez Papieża w 1991 r. Na lotnisku kontynuowano modlitewne czuwanie[153].

- 5 grudnia 2005 r. reaktywowano Włocławskie Muzeum Diecezjalne. Muzeum swoje początki ma w roku 1870, kiedy zaczęto gromadzić zbiory. W 1939 r. Niemcy okradli muzeum, a większość zbiorów przepadła bezpowrotnie. W 1995 r. zapadła decyzja o reaktywacji muzeum. W tym celu przez 10 lat trwały prace adaptacyjne przy Placu Kopernika 2[154]. W grudniu 2012 r. zakończono kolejny remont muzeum, który kosztował 14,6 mln zł. W ramach modernizacji wybudowano aulę, magazyny muzealne, zaplecze socjalne, pracownie konserwatorskie. W 2013 r. muzeum posiadało ponad 2 tys. eksponatów[155].
- W 2005 r. przy ul. Płockiej 7a powstała nowa Jednostka Ratowniczo-Gaśnicza (JRG 2)[156].
- Oddanie do użytku Aleję Królowej Jadwigi, która miała być fragmentem obwodnicy Włocławka.

### 2006

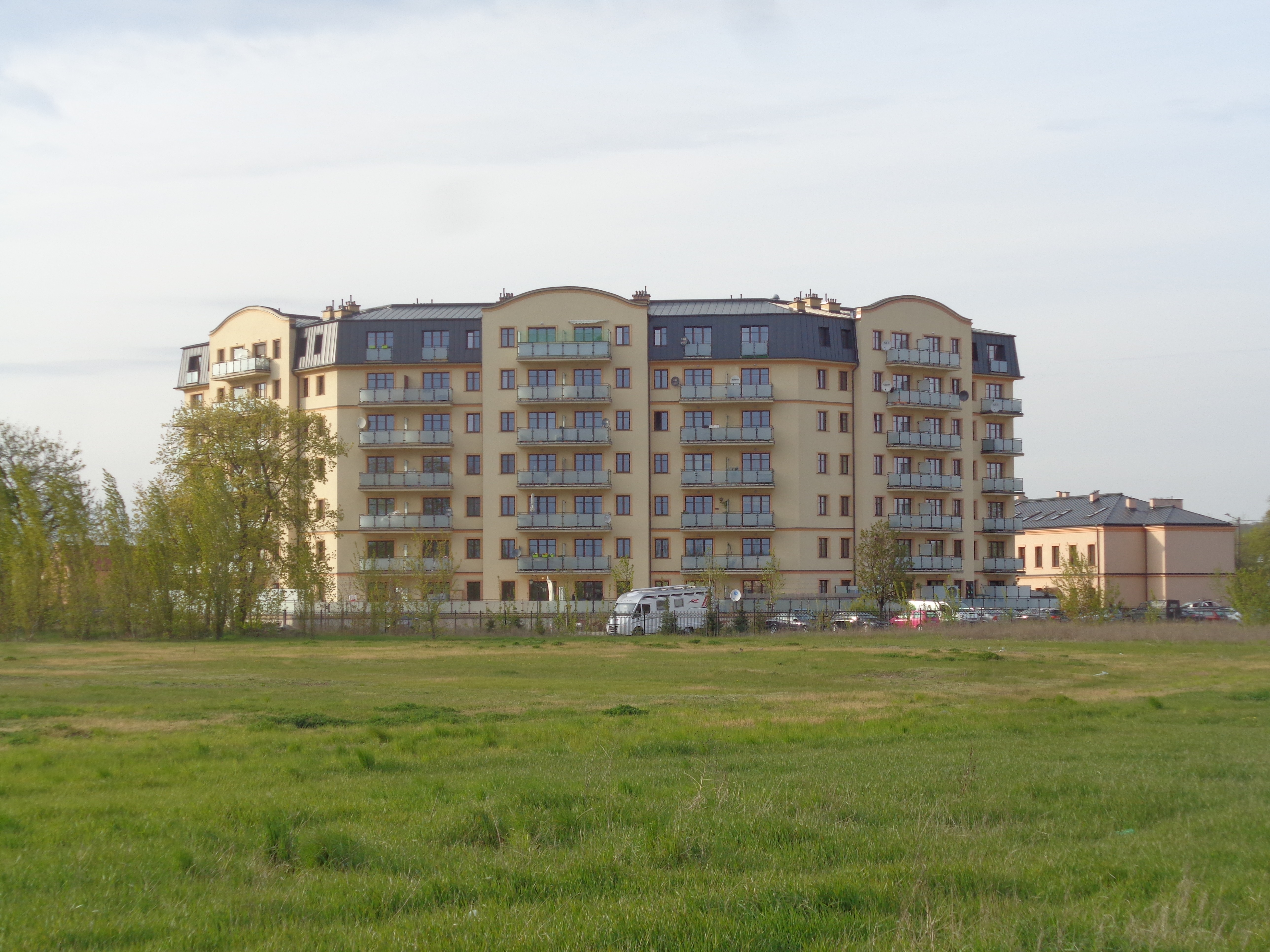
Blok zbudowany na terenie jednostki wojskowej przy ul. Żytniej

- Prezydentem Włocławka (2006−2010) został Andrzej Pałucki.
- Kujawiak Włocławek występujący w II lidze został przeniesiony do Bydgoszczy.
- W 2006 roku Stowarzyszenie na rzecz Rozwoju Demokracji Lokalnej wystąpiło z oddolną inicjatywa konsultacji społecznych w sprawie zmiany przynależności administracyjnej miasta. Inicjatywa ta jednak nie uzyskała poparcia MSWiA[157].
- W 2006 r. dochodzi do rozbiórki terenów powojskowych przy ul. Długiej i Żytniej. Z 16 ha przy ul. Żytniej znika 15 obiektów, a tylko 4 budynki (w kiepskim stanie) zostają ze względu na nadzór konserwatora zabytków[158]. Włocławskie koszary przed Wojskiem Polskim były użytkowane przez rosyjskie carskie wojsko. Do 2020 r. zachowały się tylko dwa budynki: dawna hala sportowa (obecnie market spożywczy) i budynek sztabowy (w 2011 r. przerobiony na mieszkania). W 2013 r. zbudowano 6-piętrowy blok mieszkalny[159].

### 2007
- W 2007 roku miasto zostało zakwalifikowane jako ośrodek subregionalny w Regionalnym Programie Operacyjnym Województwa Kujawsko-Pomorskiego[160]. Była to kontynuacja zapisów Strategii rozwoju województwa Kujawsko-Pomorskiego na lata 2007–2020 (Toruń, listopada 2005). Strategia przewidywała do roli ośrodka subregionalnego także Brodnicę i Tucholę, które razem wzięte miały zaledwie połowę liczby mieszkańców Włocławka[161]. W 2018 r. projekt Planu Zagospodarowania Przestrzennego Województwa Kujawsko-Pomorskiego podwyższył kategorię Włocławka do regionalnego ośrodka[162].

### 2008
- Pod koniec 2008 r. rozebrano Amfiteatr w Parku im. Henryka Sienkiewicza. Amfiteatr powstał w 1966 r., a na jego scenie występowały między innymi: Maryla Rodowicz, Justyna Steczkowska, Grzegorz Turnau, artyści Piwnicy pod Baranami[163]. Nowy amfiteatr został zbudowany w 2019 r. na Słodowie[164].
- W 2008 r. rozpoczęła się budowa instalacji kwasu tereftalowego na terenie obok Anwilu, oddanej do użytku w roku 2011, kosztem około 3,75 mld zł[165].

### 2009
- 6 września 2009 r. uruchomiono iluminację mostu im. Edwarda Śmigłego-Rydza we Włocławku. Inwestycja kosztowała 1,9 mln zł[166]. Do oświetlenia mostu wykorzystano 612 opraw[167].
- 21 października 2009 r. otwarto Wzorcownię Włocławek. Była to inwestycja w centrum miasta, która rewitalizowała tereny poprzemysłowe.
- 5 grudnia 2009 r. otwarto Bursztynowy Pałac przy ul. Okrężnej 21. W skład pałacu wchodzi: hotel, sala balowa, restauracja, pub, amfiteatr na wodzie, cztery korty tenisowe, biura w których mieści się Fundacja „Samotna Mama”[168].

## Lata 2010–2019

### 2010
- Prezydentem Włocławka (2010–2014) został Andrzej Pałucki.

### 2011
- W lutym 2011 r. powstał Włocławski Inkubator Innowacji i Przedsiębiorczości przy ul. Toruńskiej 148. Koszt inwestycji to 20,7 mln zł[169]. Instytucja oferuje (w cenach ulgowych) do wynajęcia powierzchnie: biurowe, magazynowe, produkcyjne oraz usługowe[170].
- W połowie 2011 r. zakończyła się produkcja w fabryce Kujawskiej Fabryce Farb i Lakierów Nobiles, która zatrudniała 326 pracowników. Produkcja została przeniesiona do Pilawy. „Nobiles” był we Włocławku od 1897 r. i produkował między innymi lakiery do samochodów: Syrena oraz Warszawa[171] oraz Chevrolet (w okresie II Rzeczypospolitej Polskiej)[172]. Decyzję o przenosinach podjął właściciel fabryki tj. holenderski koncern Akzo-Nobel. Firma ta przejęła największego producenta farb i lakierów w Polsce na mocy porozumienia podpisanego w październiku 1996 r.[173] We Włocławku została firma Opakofarb, która w 1989 r. wydzieliła się z Wydziału Produkcji Opakowań Kujawskiej Fabryki Farb i Lakierów „Nobiles”[174].
- 30 września 2011 r. oddano do użytku I etap zagospodarowania przystani miejskiej nad Jeziorem Włocławskim przy ul. Płockiej[175]. W ramach projektu powstał bosmanat, drogi dojazdowe, parking, infrastruktura do cumowania statków. Koszt inwestycji to 4,7 mln zł[176].
- W listopadzie 2011 r. rozpoczęła się rozbiórka zabytkowego Szpitala Św. Antoniego. Obiekt wybudowany w 1823 r. decyzją samorządu województwa kujawsko-pomorskiego został rozebrany. Zdewastowany budynek chciano rozebrać już w 1996 r.[177] Na jego miejsce wybudowano Wojewódzki Ośrodek Medycyny Pracy oraz dzienne oddziały psychiatryczne[178]. Budynek w swojej bryle przypomina zabytkowy szpital. Budowa nowego szpitala przy ul. Wienieckiej 49 rozpoczęła się w 1956 r. Część oddziałów do nowego szpitala przeniesiono w 1963 r. W 2010 r. szpital przy ul. Wienieckiej przyjął ponad 28 tys. pacjentów, a dochód szpitala wyniósł ponad 90 mln zł. Dla szpitala pracuje lub współpracuje ponad 900 osób, w tym 173 lekarzy i 474 pielęgniarek i położnych oraz ośmiu ratowników medycznych. Szpital dysponował 575 łózkami[179].

### 2012

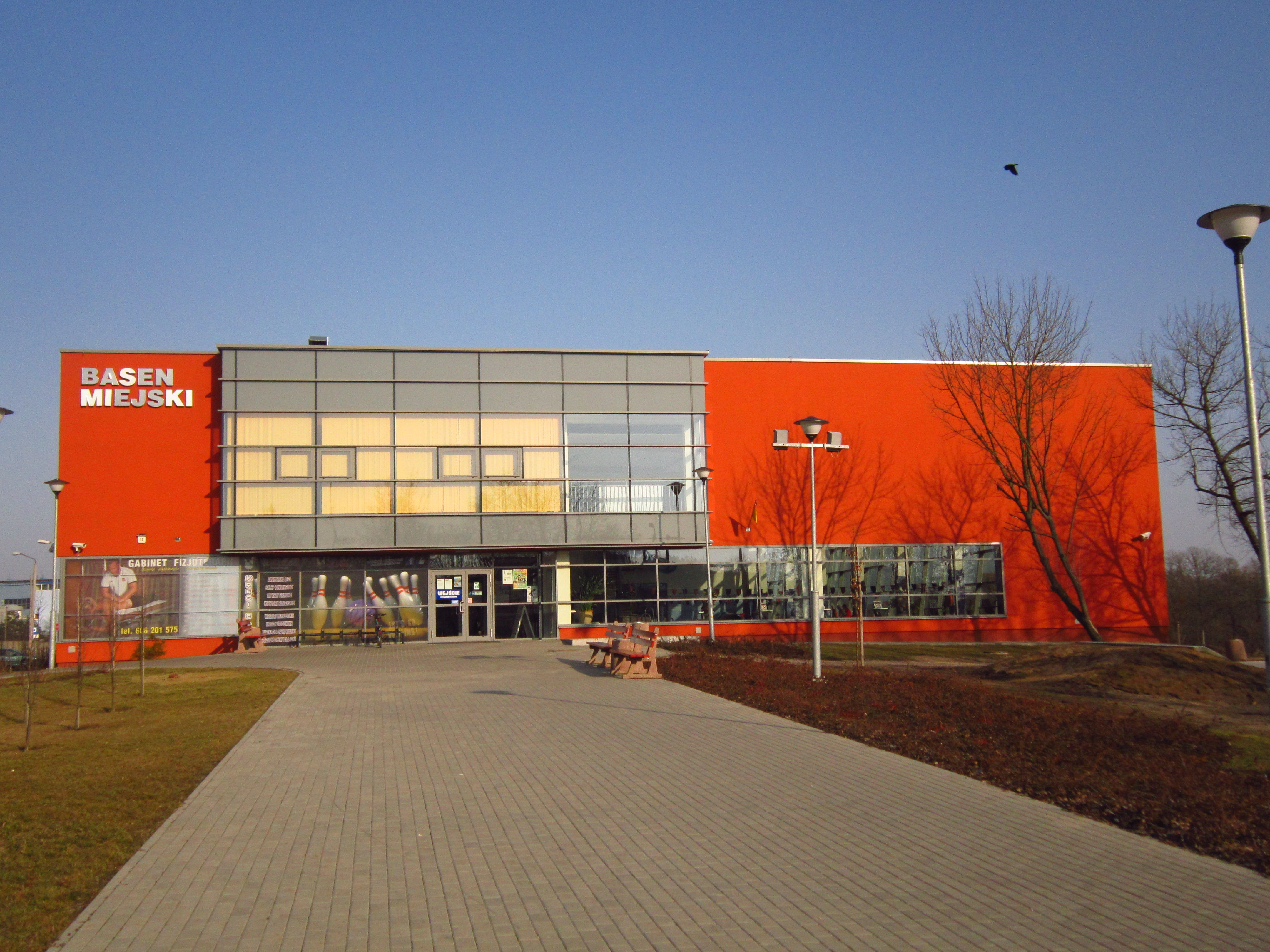
Międzyosiedlowy Basen Miejski przy ul. Wysokiej 12

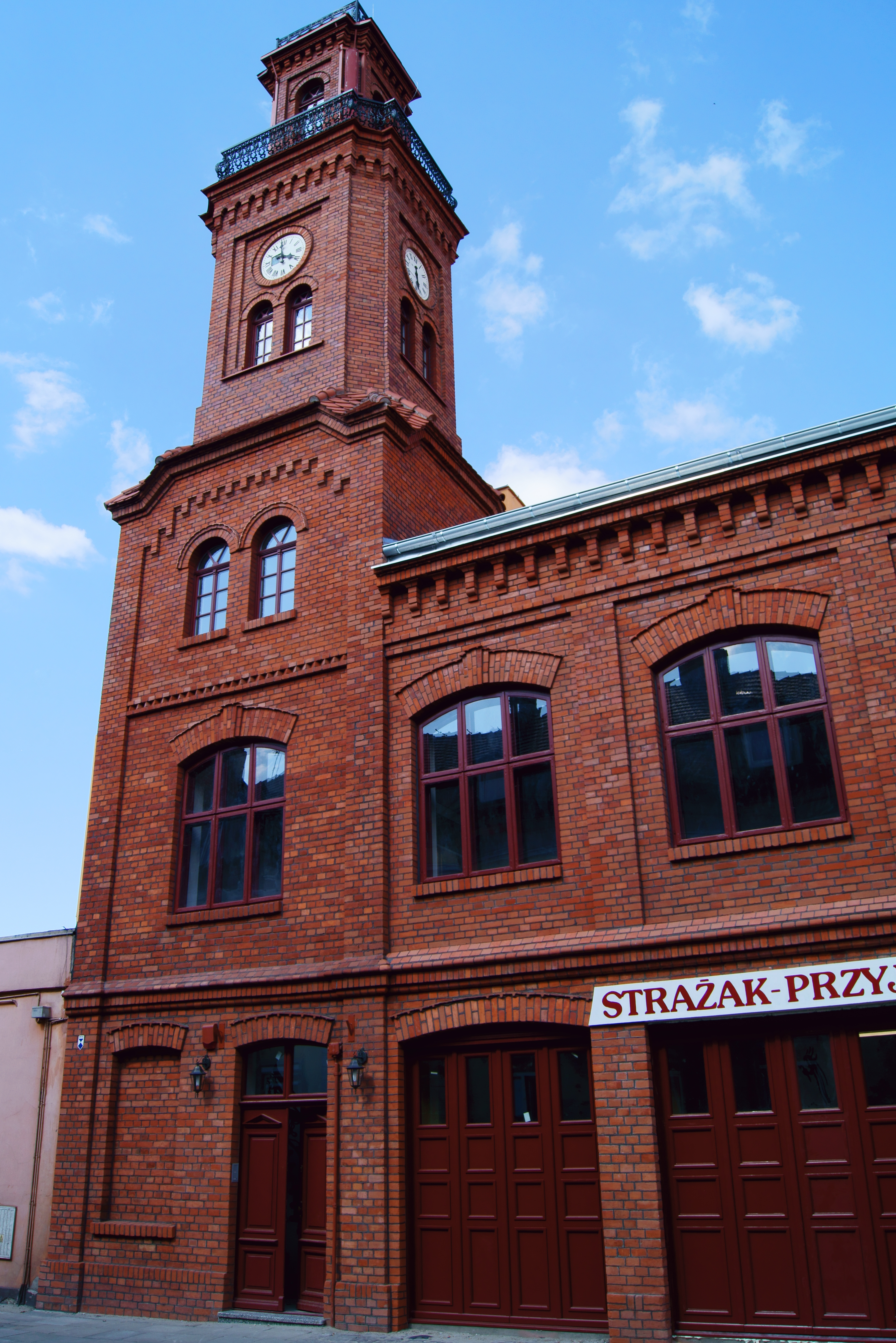
Dawna siedziba Miejskiej Straży Ogniowej

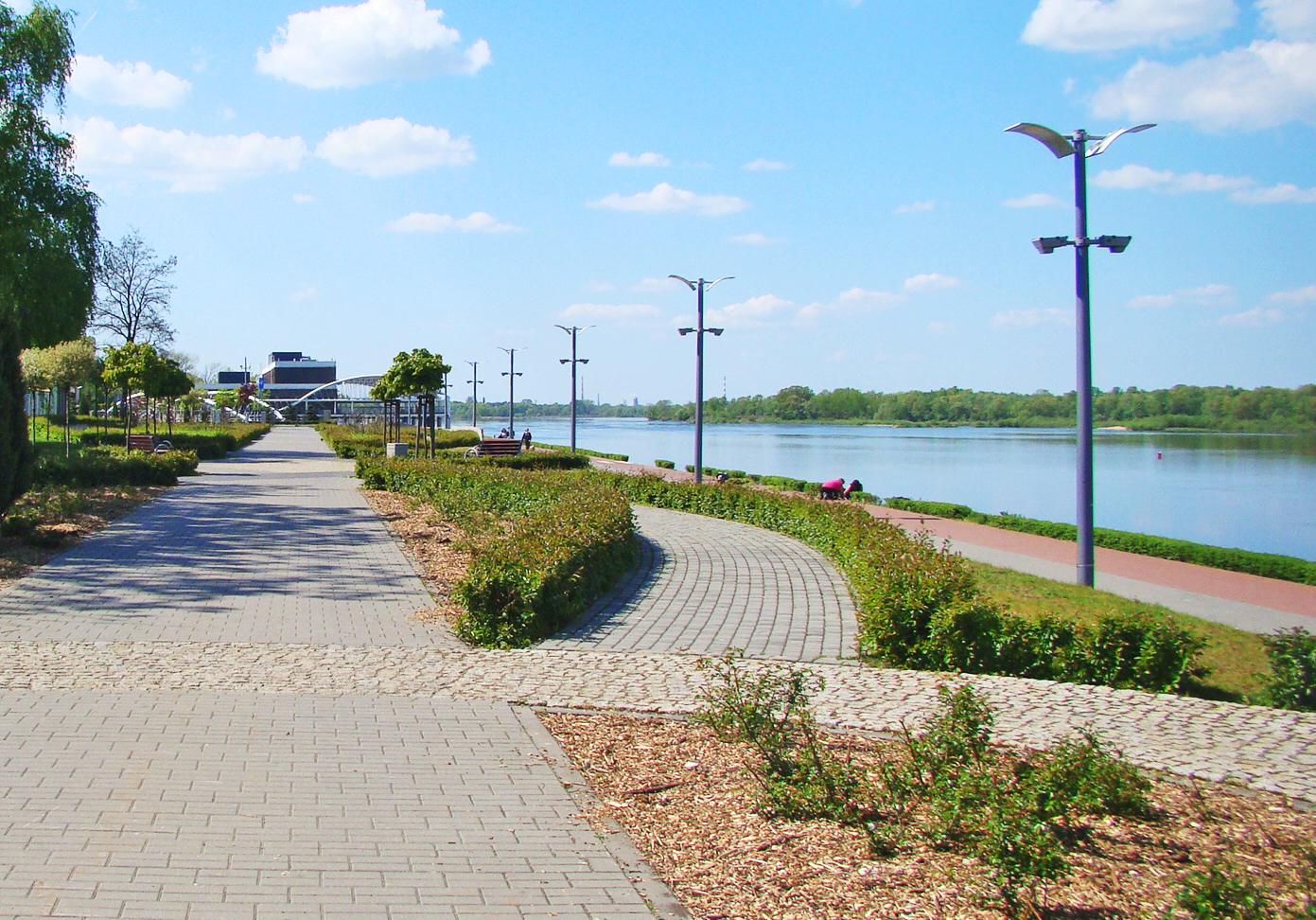
Zrewitalizowane bulwary im. Marszałka J. Piłsudskiego

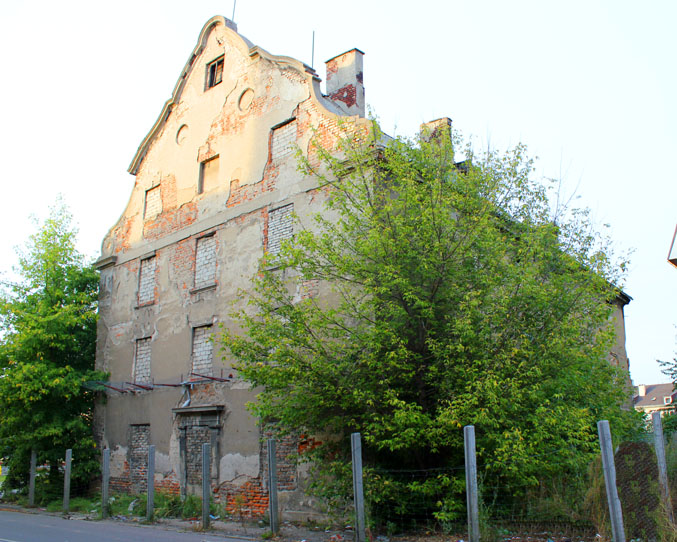
Spichlerz przy ul. Stodólnej 80 we Włocławku

- 12 marca 2012 r. otwarto Międzyosiedlowy Basen Miejski przy ul. Wysokiej 12[180]. Budowa rozpoczęła się w 2010 r., a koszt inwestycji zamknął się w 19,85 mln zł[181]. 17 grudnia 2019 r, budynek basenu wzbogacił się o kręgielnie[182]. 17 lipca 2020 r. otwarto skatepark[183].
- 21 września 2012 r. wykonano remont dawnej siedziby Miejskiej Straży Ogniowej we Włocławku. W ciągu ośmiu miesięcy odnowiono dach, podłogi, instalację oraz zbudowano windę.Koszt remontu 1,3 mln zł[184].
- 13 listopada 2012 r. oddano do użytku fragment Autostrady A1 na odcinku Kowal – Łódź Północ, którego budowę podzielono na następujące odcinki: Kowal – Kutno-Północ (29,8 km), Kutno-Północ – Kutno-Wschód (15,2 km), Kutno-Wschód – Piątek (9 km) i Piątek – Łódź-Północ (21 km)[185].
- jesienią 2012 r. zakończono rewitalizację bulwarów we Włocławku[186]. W ramach inwestycji zbudowano nowe ciągi pieszo-rowerowe, widownię (do sceny nad Wisłą), plac zabaw, parkingi, oświetlenie, infrastrukturę pod działalność gastronomiczną, place widokowe, małą architekturę (np. 231 ławek, stojaki rowerowe itd.). Całość inwestycji kosztowała 12,5 mln zł[187].
- pod koniec grudnia 2012 r. rozebrano zabytkowy spichlerz przy ul. Stodólnej 80 (zbudowany w 1845 r.[188]). Ze względu na zły stan techniczny budynek został rozebrany na zlecenie Powiatowego Inspektora Nadzoru Budowlanego[189]. Od 1994 r. budynek był w rękach prywatnych, ale kontakt z właścicielem był utrudniony (w tym nieopłacany był podatek od nieruchomości)[190]. Budynek miał duże znaczenie historyczne, ponieważ w 1863 r. służył jako więzienie carskie. Przetrzymywano tutaj włoskiego uczestnika Powstania Styczniowego Stanislao Bechiego. W 2009 r. radna Olga Krut-Horonziak skierowała do prezydenta interpelację dot. ratowania obiektu wpisanego do rejestru obiektów objętych konserwatorską ochroną[190]. W 2012 r. ze względu na stan techniczny wykreślono budynek z rejestru.

### 2013

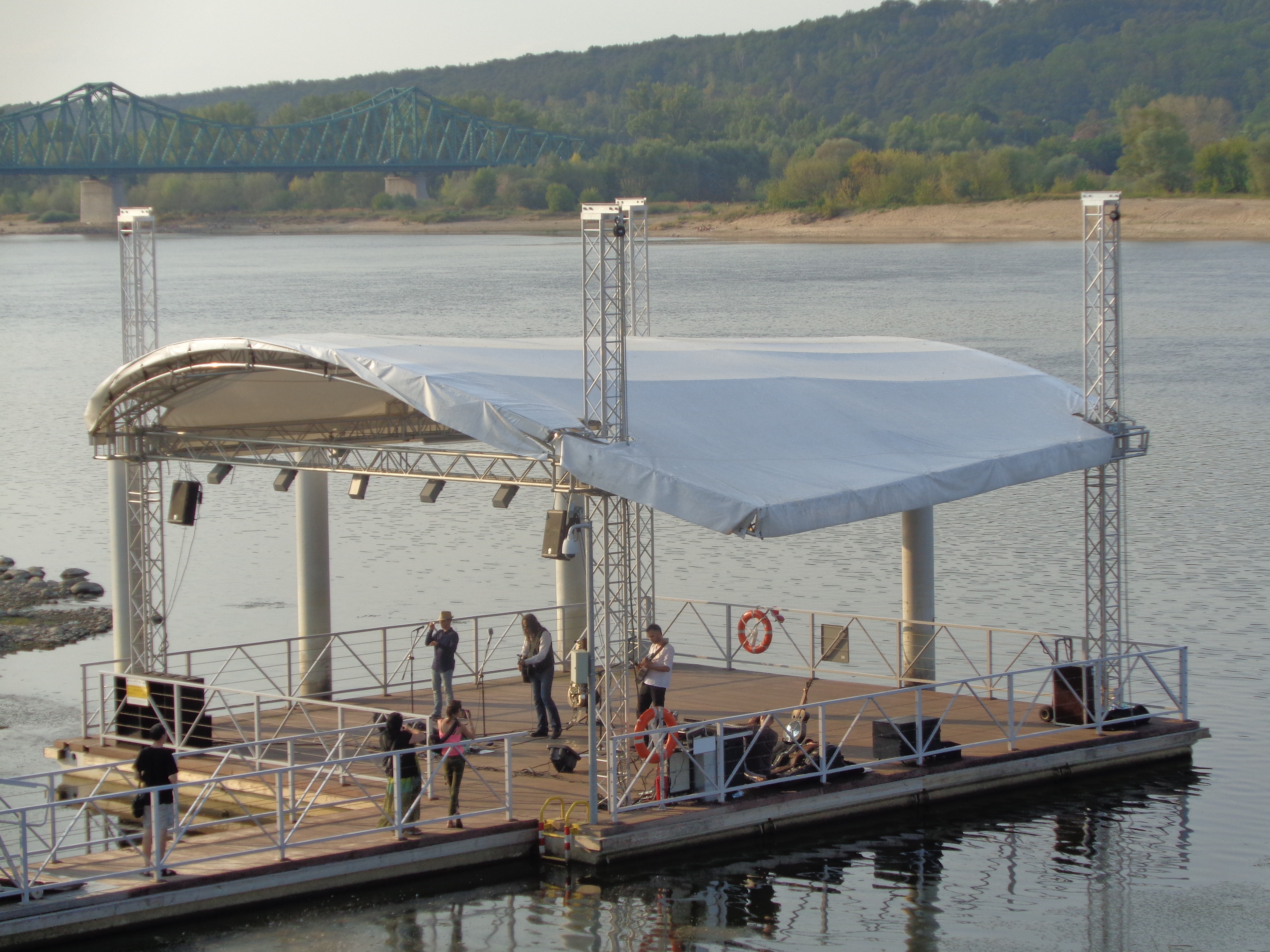
Koncert grupy Willie Mae Unit na Scenie na Wiśle we Włocławku.

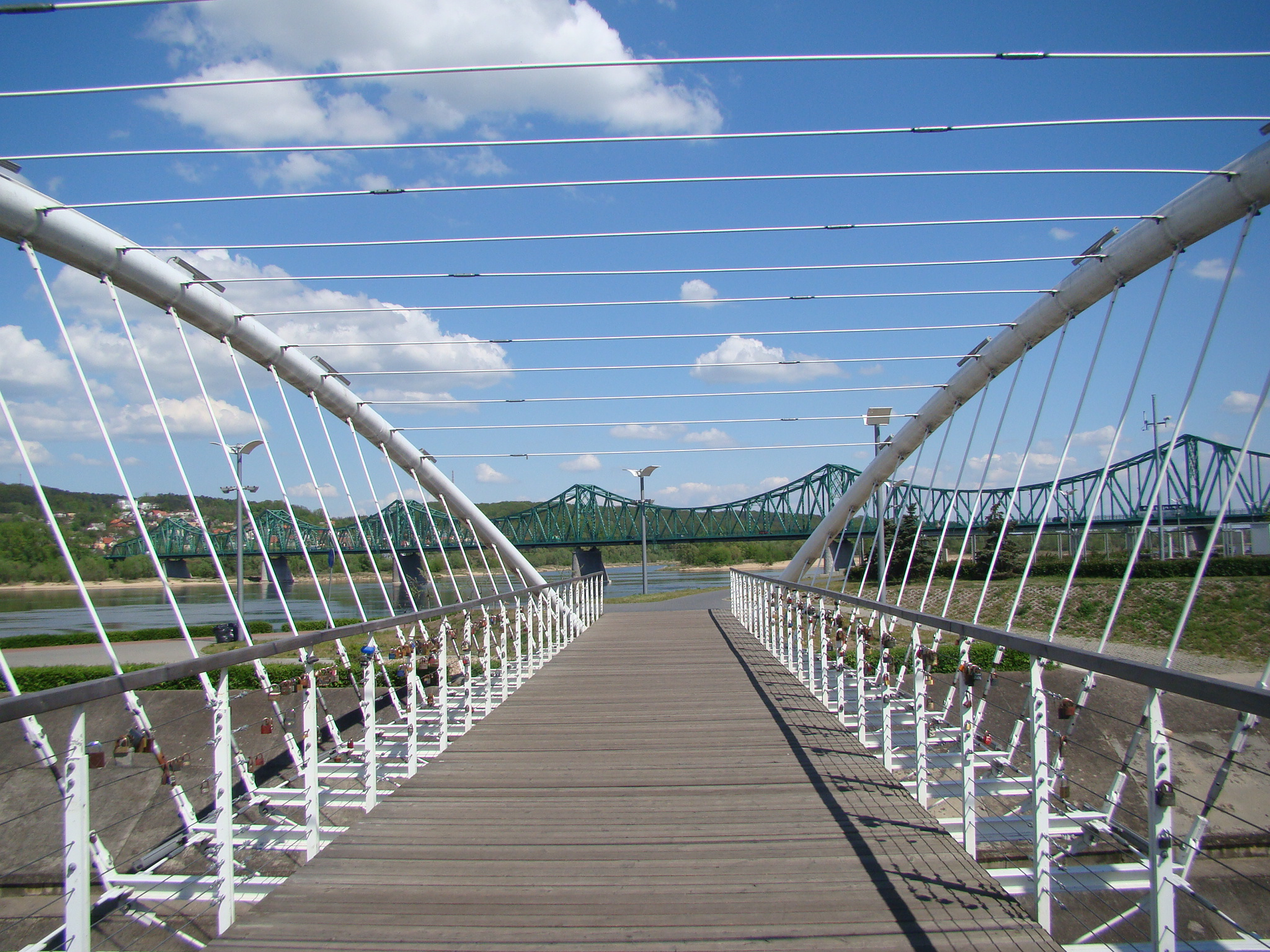
Kładka piesza nad Zgłowiączką u ujścia do Wisły. W tle widoczny Most im. Rydza-Śmigłego.

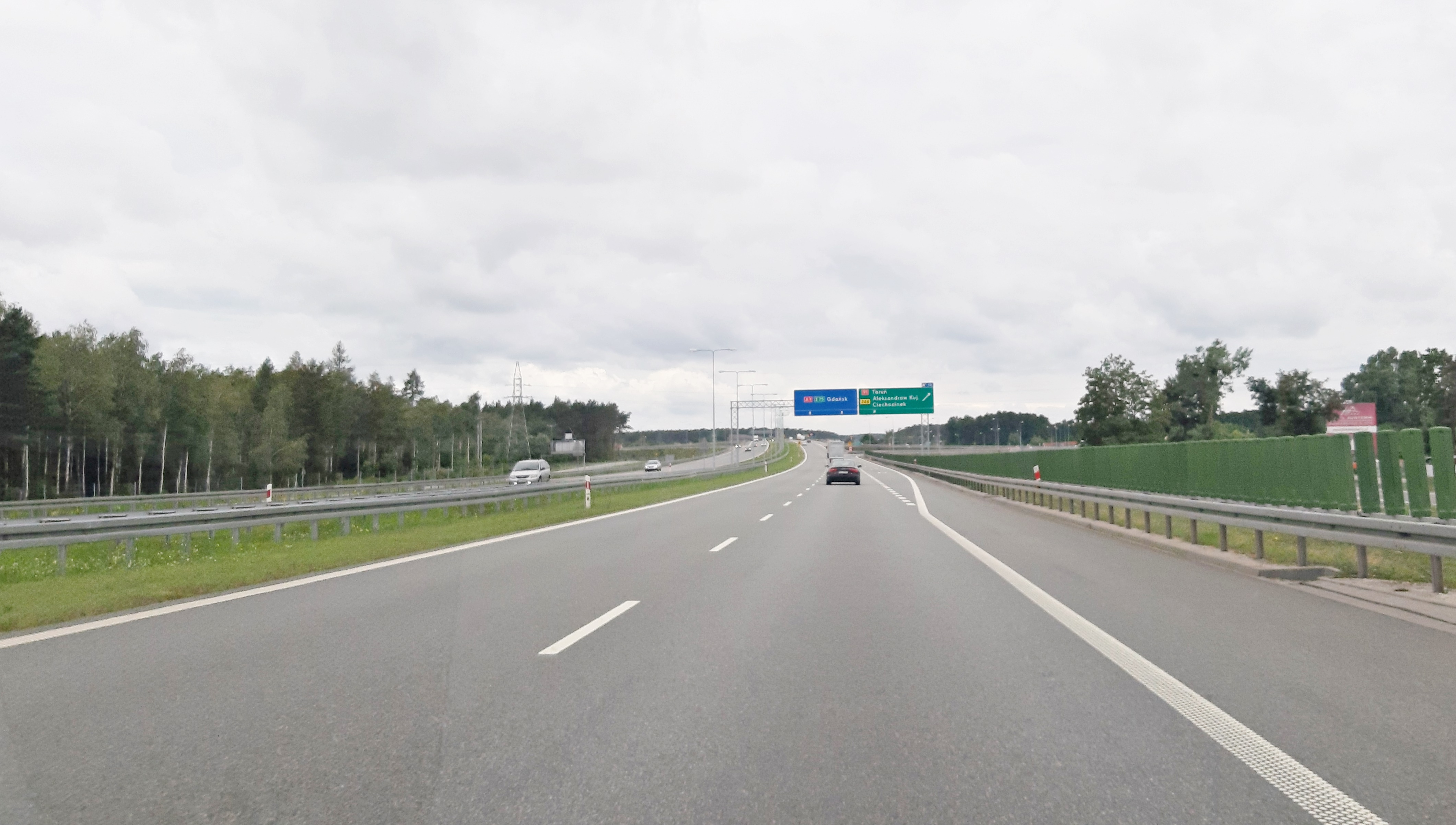
Autostrada A1, Włocławek Zachód

- 15 stycznia 2013 r. tereny z Włocławka zostały włączone do Pomorskiej Specjalnej Strefy Ekonomicznej (PSSE). W styczniu 2011 r.[191] na części obszaru zakończono projekt uzbrojenia terenu w infrastrukturę techniczną (drogi wewnętrzne, kanalizacja deszczowa, sieć wodociągowa, gazowa itd.[192]). Koszt dozbrojenia 33 ha to 32,8 mln zł[193]. Obszar ten funkcjonuje pod nazwą: „Włocławska Strefa Rozwoju Gospodarczego – Park Przemysłowo – Technologiczny”[193]. W skład podstrefy Włocławek (PSSE) wchodziły tereny przy ul. Kawka oraz jedna działka na terenie zakładu Anwil[194]. 31 marca 2014 r. rozszerzono tereny o kolejne działki na terenie zakładu Anwil[195]. W maju 2013 r. rozpoczęła się budowa fabryki krzemionki wykorzystywanej w produkcji opon. Inwestycja otwarto 15 lipca 2015 r. W Fabryce Solvay zatrudniono 100 osób, a inwestycja kosztowała 75 mln €[196]. Także jesienią 2013 r. rozpoczęła się budowa drugiej fabryki WIKI (pierwsza jest przy ul. Łęgskiej 29/35[197]). Uroczyste otwarcie dwóch nowych hal i biurowca nastąpiło 25 listopada 2014 r.[198] WIKA kontynuuje tradycje produkcyjne manometrów we Włocławku, które sięgają 1916 r. (Kujawska Fabryka Manometrów KFM S.A.). Do 2016 r. inwestycja pochłonęła 120 mln zł, a zatrudnienie znalazło dodatkowe 300 osób. Produkcja w drugiej włocławskiej fabryce WIKA osiągnęła 25 mln sztuk urządzeń rocznie[199]. Do końca 2019 r. wybudowano kolejne dwie hale produkcyjne, a to zwiększyło zatrudnienie w drugiej fabryce do 500 osób[200]. W podstrefie Włocławek zainwestowały także: INDORAMA Ventures Poland sp. z o.o. (produkcja granulatu PET)[201], Zakłady Mechaniczne Azofer Dylik&Dylik spółka jawna (przemysł metalowy), PPPolymers sp. z o.o.[202] (produkcja tworzyw sztucznych w formach podstawowych)[203]. Od 2018 r. Polska Strefa Inwestycji zastąpiła dotychczasowe mechanizmy pomocy dostępne dla Specjalnych Stref Ekonomicznych. Uzyskanie wsparcia jest możliwe w dowolnej lokalizacji[204]. W maju 2018 r. otwarto we Włocławku biuro Pomorskiej Specjalnej Strefy Ekonomicznej, które wspiera w pozyskiwaniu inwestorów[205].
- w listopadzie oddano do użytku „pływającą scenę”[206]. Scena jest zadaszona i w okresie letnim przycumowana w nurcie Wisły. Znajduje się ona 20 metrów od brzegu na wysokości widowni na bulwarach[207]. W 2020 r. planowane jest doposażenie sceny[208].
- 27 lipca 2013 r. oddano do użytku zmodernizowaną ul. Kapitulną[209]. Było to zakończenie trzeciego (ostatniego) etapu projektu: „Skomunikowanie terenów inwestycyjnych miasta Włocławek – przebudowa ul Kapitulnej do połączenia z rondem Falbanka oraz z Zazamczem do ul. Wienieckiej”. Projekt był realizowany od 2010 r. i obejmował między innymi: stworzenie nowego połączenia pomiędzy Południem i Zazamczem (nowy 50-metrowy most na Zgłowiączce, na ul. Obwodowej), budowę tunelu dla pieszych i rowerzystów pod torami kolejowymi (wiadukt kolejowy na ul. Kapitulnej), przebudowę: skrzyżowań, nawierzchni jezdni, chodników, zjazdów, zatok autobusowych[210]. I etap kosztował 8,1 mln i obejmował modernizację i budowę dróg o łącznej długości 1,51 km (np. ul. Zgodna, Gajowa, Wiejska). II etap kosztował 22,6 mln zł i obejmował modernizację i budowę dróg o łącznej długości 2,54 km (np. budowa mostu, ul. Kapitulna). III etap kosztował 27,2 mln zł i obejmował modernizację i budowę dróg o łącznej długości 1,62 km (ul. Kapitulna, tunel dla pieszych i rowerzystów)[193].
- 21 grudnia oddano do użytku 44 km odcinka Autostrady A1 od węzła Toruń Południe do węzła Włocławek Zachód.
- oddano do użytku kładkę dla pieszych nad ujściem rzeki Zgłowiączki do Wisły. Kładka posiada iluminację.
- Przy ul. Szpitalnej 33 mieściła się Izba Wytrzeźwień. Zamknięto ją 31 grudnia 2013 roku z powodów finansowych[211]. Budynek o powierzchni 500 m² posiada 27 pomieszczeń. Urząd Miasta przekazał go Hufcowi Związku Harcerstwa Polskiego Włocławek, którzy w 2014 roku utworzyli w tym miejscu Bazę Przygody Harcerskiej Strefy Współpracy[212][213].

### 2014

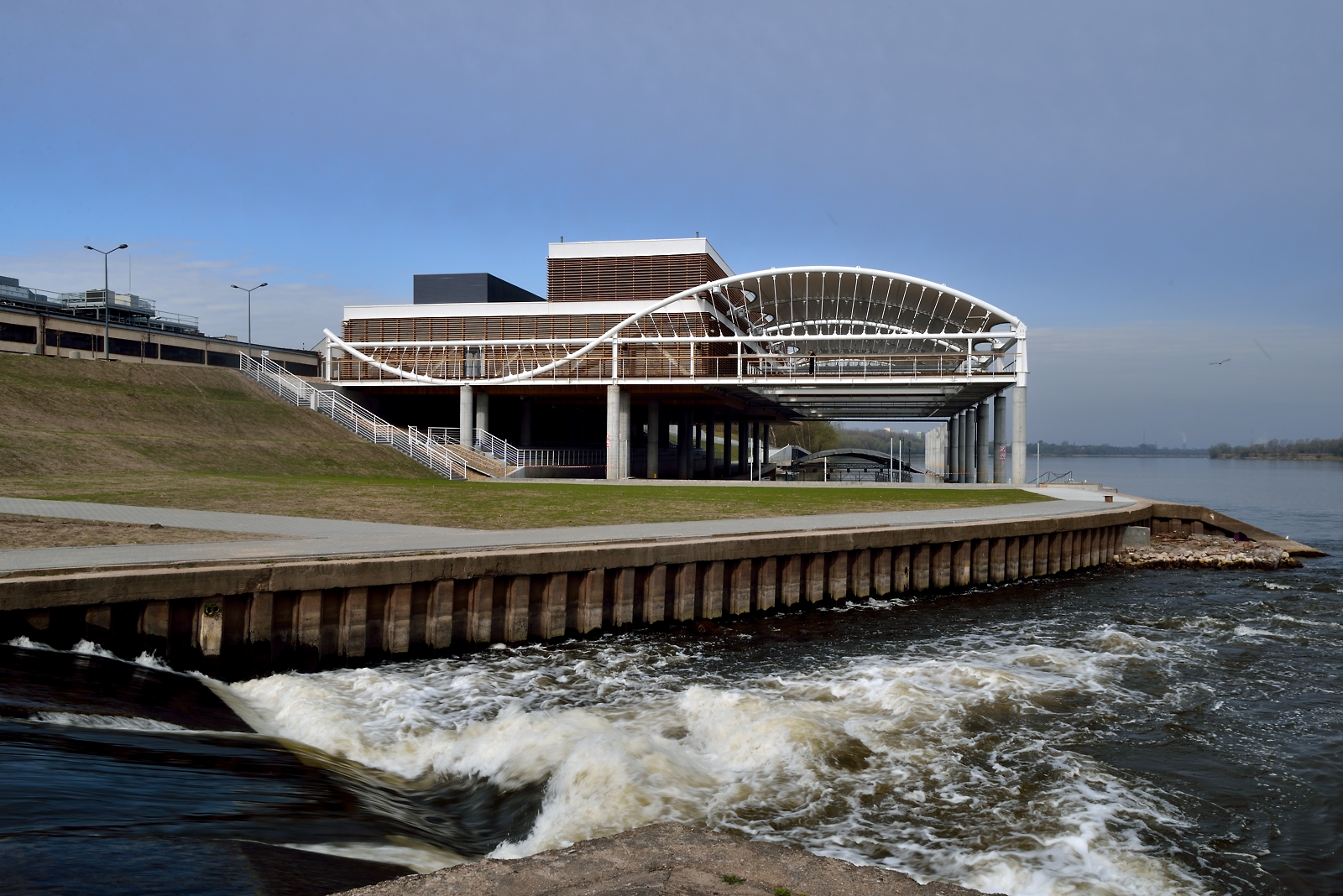
Przystań wioślarska nad Wisłą, ul. Piwna. Widoczne ujście Zgłowiączki do Wisły.

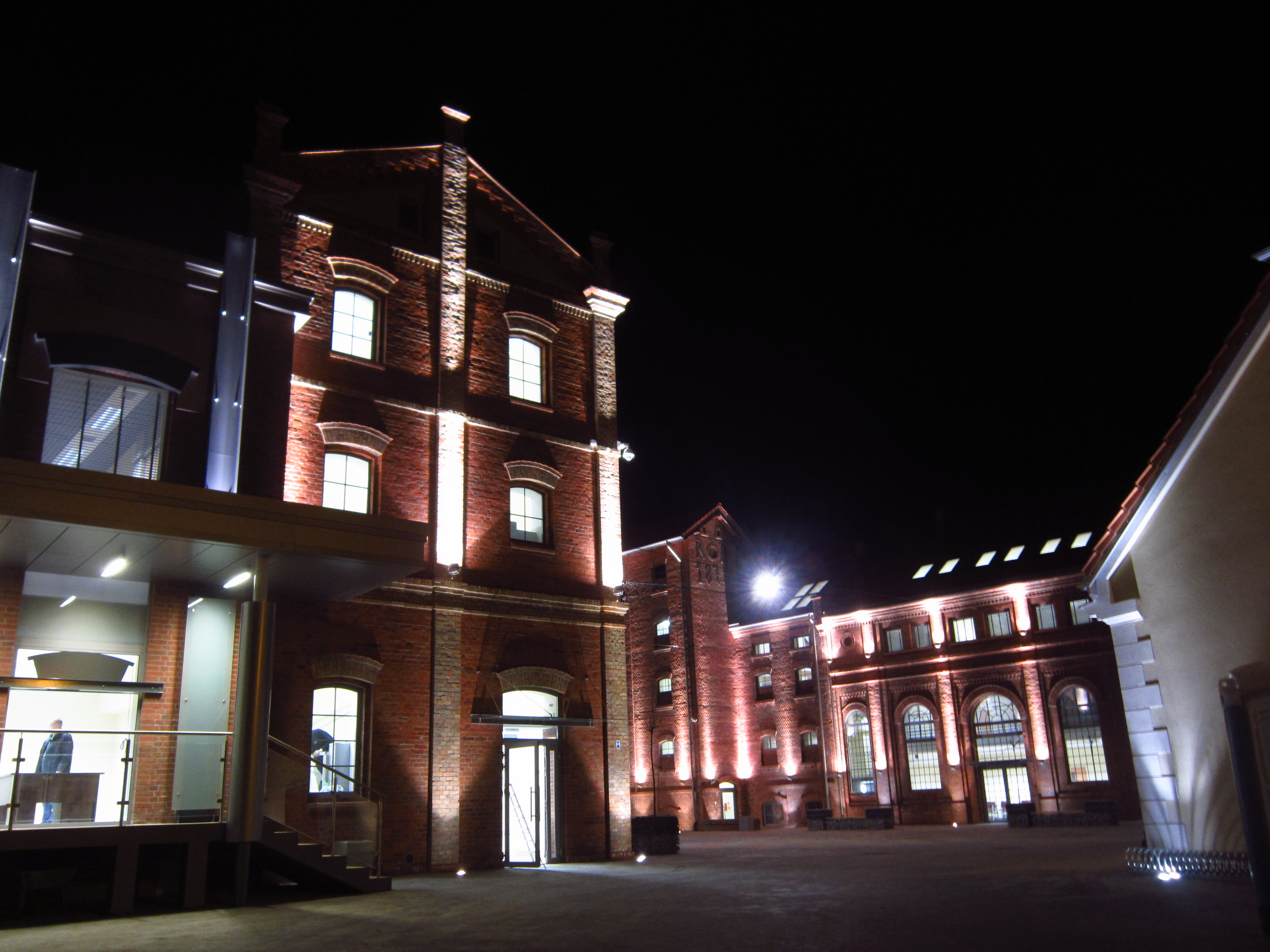
Centrum Kultury Browar B

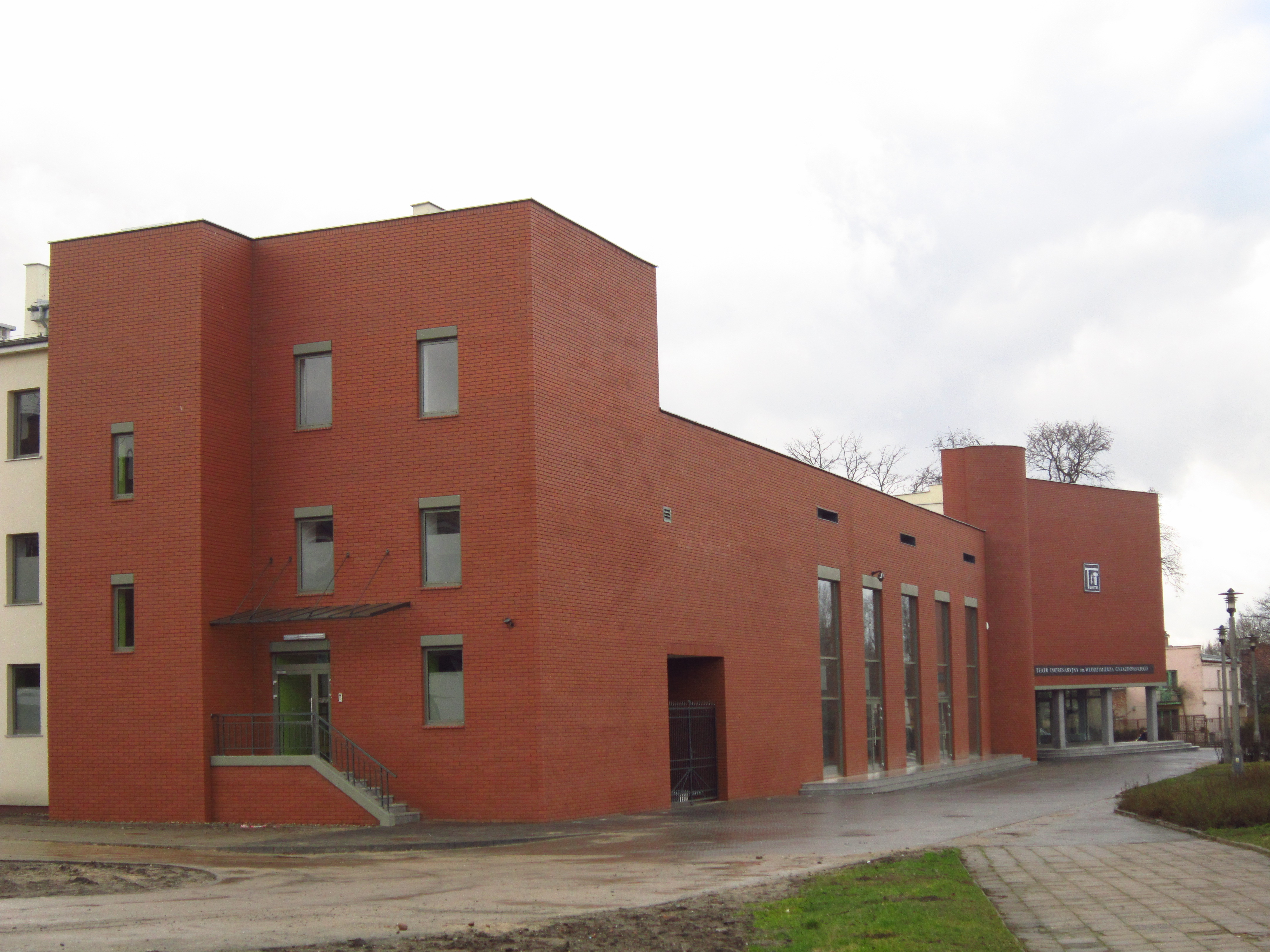
Teatr Impresaryjny im. Włodzimierza Gniazdowskiego we Włocławku

- Prezydentem Włocławka (2014–2018) został Marek Wojtkowski.
- Oddano do użytku wyremontowany Stadion OSIR. Inwestycja kosztowała 34 mln zł (w tym dotacja 10 mln zł z Ministerstwa Sportu)[214].
- 30 kwietnia 2014 r. oddano do użytku 20 km odcinka Autostrady A1 Włocławek Północ – Kowal. Od tej pory autostradą A1 można jechać jednym ciągiem z Łodzi do Gdańska[215].
- 9 maja 2014 r. otwarto Przystań wodną na rzece Wiśle im. Jerzego Bojańczyka przy ul. Piwnej 1a[216]. Wartość inwestycji to 33 mln zł[217]. W obiekcie ma swoje pomieszczenia Włocławskie Towarzystwo Wioślarskie[218] i Włocławskie Wodne Ochotnicze Pogotowie Ratunkowe[219]. Budynek posiada zewnętrzną widownię, iluminację, pomost widokowy oraz lokal prowadzący działalność gastronomiczną. W trakcie prac budowlanych znaleziono pruskie kule armatnie z okresu Powstania Kościuszkowego (1794 r.). W tym miejscu mieszczenie włocławscy pod wodzą kanonika Ksawerego Jezierskiego zatopili 13 pruskich statków[220].
- 15 maja 2014 r. otwarto Centrum Kultury Browar B. Instytucja powstała w 2013 r. z połączenia Włocławskiego Ośrodka Edukacji i Promocji Kultury z Włocławskim Centrum Kultury. Miejscem lokalizacji zostały zrewitalizowane budynki dawnego browaru. Koszt inwestycji wyniósł 37,5 mln zł[221]. 15 maja 2015 r. otwarto w centrum stałą ekspozycję miar i wag. Kolekcja Marii i Marka Sandeckich zawiera wiele cennych eksponatów w tym wagę z X wieku oraz odważnik z I wieku[222].
- 24 maja 2014 r. otwarto po przebudowie Teatr Impresaryjny im. Włodzimierza Gniazdowskiego we Włocławku[223]. Budynek zyskał nową bryłę, wnętrze, dobudowano piętro, wyposażono w klimatyzację i monitoring oraz windy dla osób z niepełnosprawnościami[224]. Przebudowała kosztowała 12 mln zł i był to pierwszy remont od 1992 r.[225]
- Pod koniec października zakończył się remont Drogi Krajowej nr 91 we Włocławku. Odcinek przebiegający przez miasto ma 15 km. Remont trwał od stycznia 2010 r. i był podzielony na cztery etapy[226]. Koszt inwestycji wyniósł 205 mln zł. Zdaniem NIK doszło do wielu nieprawidłowości przy realizacji inwestycji[227]. W ramach remontu została wymieniona nawierzchnia, przebudowano skrzyżowania i ronda, stworzono zatoczki autobusowe i drogi rowerowe, przebudowano most nad Zgłowiączką, pod mostem wybudowano kładki piesze i rowerowe, wymieniono oświetlenie, zamontowano ekrany akustyczne[228].
- W 2014 r. MPK Włocławek wyposażyło wybrane autobusy w biletomaty[229].

### 2015
- 28 maja 2015 r. włocławski biznesmen Krzysztof Grządziel otwiera zmodernizowane Uzdrowisko Wieniec-Zdrój[230]. Obiekty zostały zakupione w 2010 r. za 12,5 mln zł[231]. Uzdrowisko powstało w 1923 r. i znajduje się ok. 2,5 km od granicy miasta Włocławek. Remont kosztował 150 mln zł, a oferta uzdrowiska to: basen, restauracja, jacuzzi, aquapark, fitness, kręgle, SPA, rozlewnia wody mineralnej[232]. Uzdrowisko może przyjąć 1200 osób, a zatrudnienie znalazło blisko 300 osób[231].
- 21 grudnia 2015 r. podjęto decyzję o sprzedaży prywatnemu inwestorowi stadionu Wloclavii przy ul. Chopina 49/51[233]. W 1924 r. w tym miejscu był tor kolarski o nawierzchni pirytowej[234]. Został on wybudowany między innymi dzięki Towarzystwu Kolarzy we Włocławku (rok powstania 1922 r.). W 1946–1947 przebudowano tor i zmieniono mu nawierzchnię na betonową. Organizowano tu wiele imprez kolarskich, w tym mecz kolarski Polska-Francja. W latach '50 funkcjonowały dwa kluby kolarskie we Włocławku (Unia i Start). Wśród sukcesów należy wymienić pobicie rekordu Polski (na odcinku 2 km) oraz zdobycia Mistrza Polski (na odcinku 4 km). W latach '70 zlikwidowano tor betonowy[235]. W późniejszych latach stadion był wykorzystywany przez klub piłkarski Wloclavii Włocławek. Po sprzedaży terenu klub przeniósł się na stadion OSIR przy ul. Leśnej 53A.

### 2016
- 9 marca 2016 r. otwarto Regionalny Inkubator Przedsiębiorczości we Włocławku. Instytucja mieści się przy ul. Toruńskiej 30[236], gdzie wcześniej były sale Nauczycielskiego Kolegium Języków Obcych, a następnie Państwowej Uczelni Zawodowej we Włocławku. W inkubatorze mieści się 16 sal i sala konferencyjna. Koszt inwestycji to 2,7 mln zł[237]. Jest to drugi włocławski inkubator przedsiębiorczości po inkubatorze przy ul. Toruńskiej 148 (uruchomionym w 2011 r.)[236].
- W listopadzie 2016 r. uruchomiono Zakład radioterapii, który jest filią bydgoskiego Centrum Onkologii. Prace budowlane zakończyły się w 2015 r. i w ich ramach zbudowano trzykondygnacyjny budynek przy ul. Łęgskiej 55[238].

### 2017

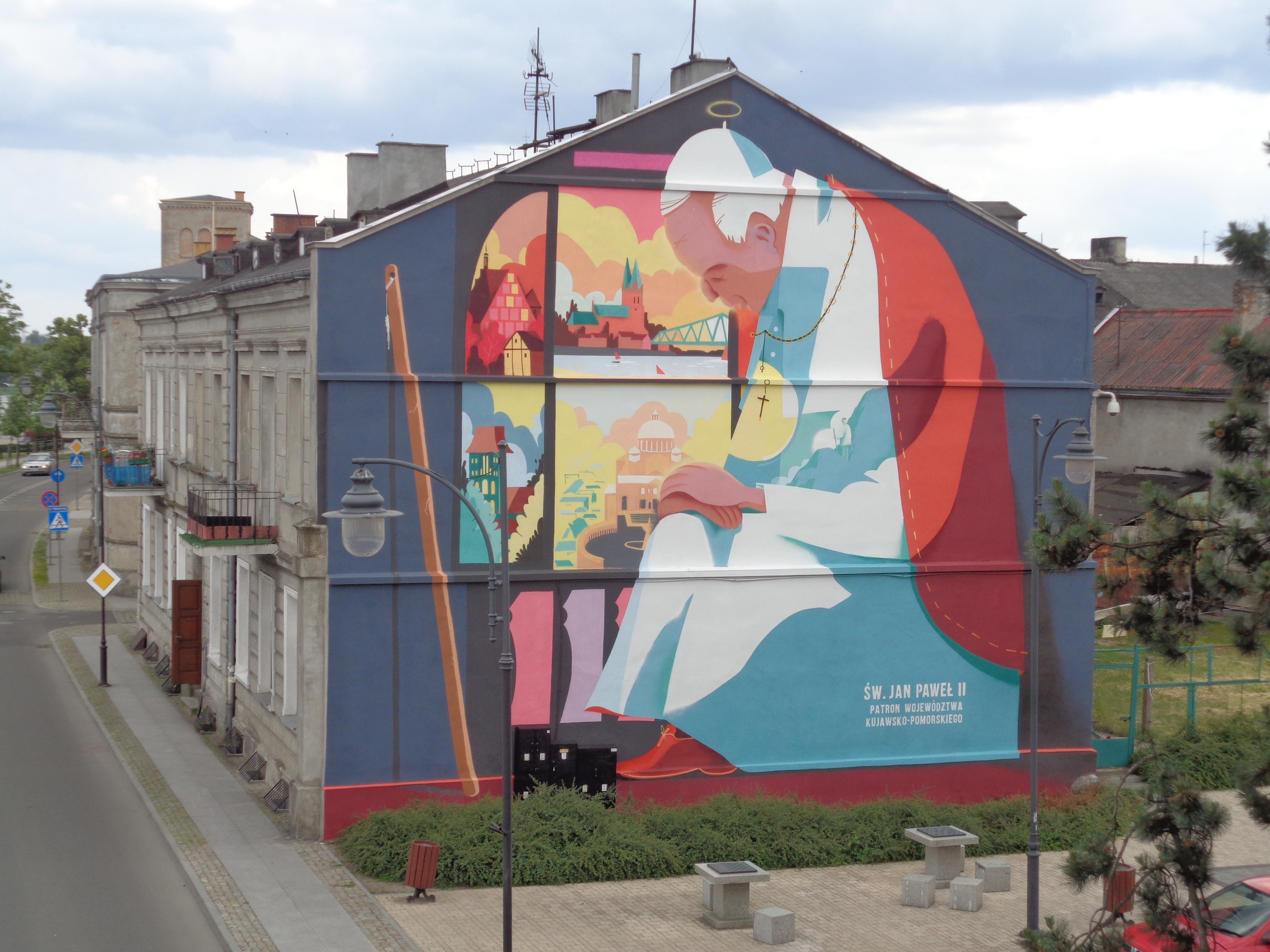
Mural upamiętniający Jana Pawła II

- 3 maja 2017 r. zaprezentowano statek solarny zakupiony przez Ośrodek Sportu i Rekreacji, który jest wykorzystywany do rejsów turystycznych po Zalewie Włocławskim[239].
- 3 czerwca w trakcie święta województwa Kujawsko-Pomorskiego został odsłonięty pierwszy miejski mural. Malowidło znajduje się na kamienicy przy Bulwarach Piłsudskiego 25 i prezentuje patrona województwa Jana Pawła II z elementami Włocławka (bulwary i Katedra Włocławska)[240].
- W 2017 r. PKN Orlen uruchomił we Włocławku elektrociepłownie z blokiem parowo-gazowym, a koszt inwestycji sięgnął 1,4 mld zł[241].

### 2018

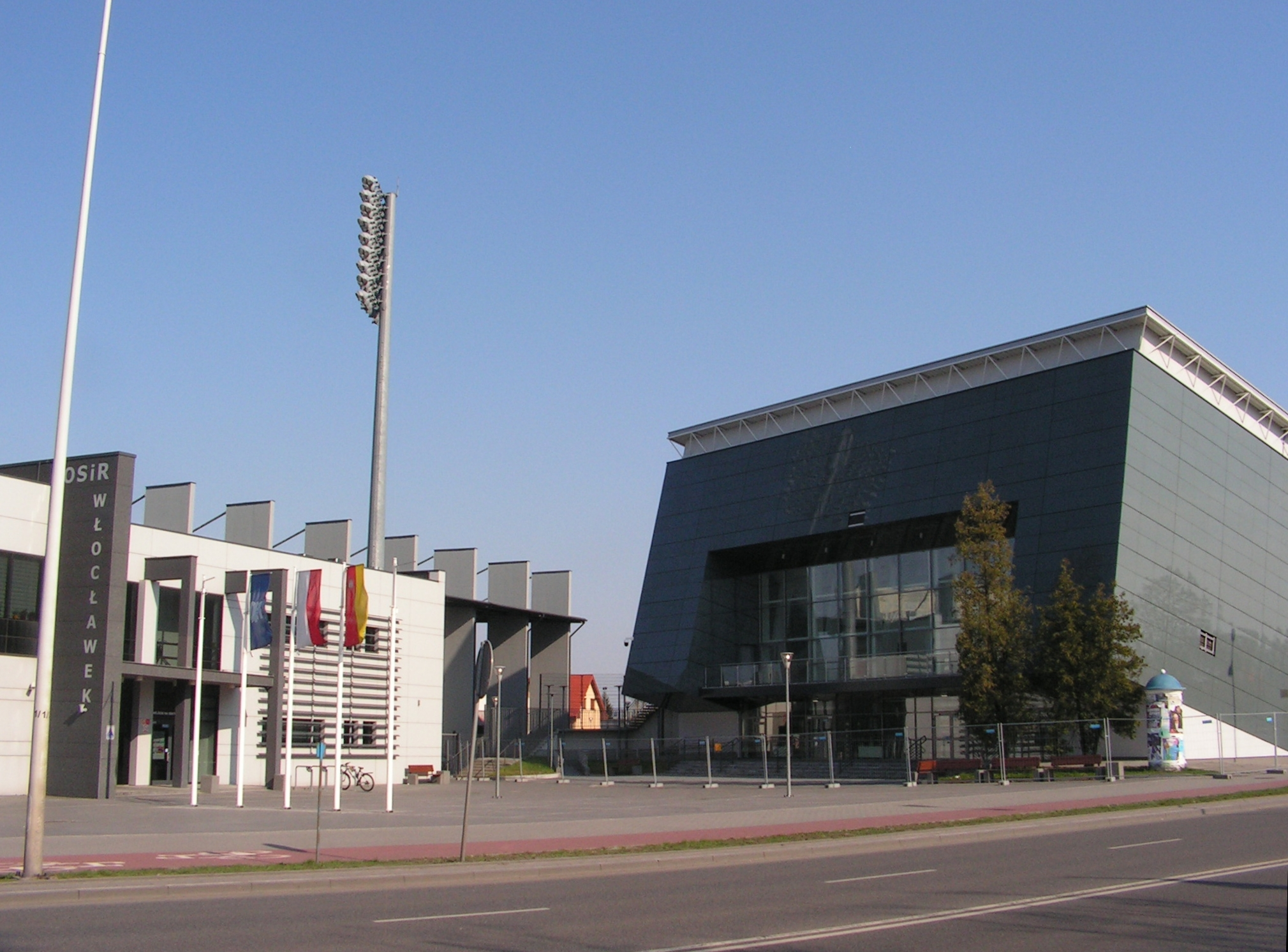
Hala Sportowo-Widowiskowa

- Prezydentem Włocławka (2018–2022) został Marek Wojtkowski.
- W styczniu 2018 r. udostępniono zmodernizowaną Halę Sportowo-Widowiskową we Włocławku (tzw. „Stary OSIR”)[242]. Remont trwał od września 2016 r. Zakres prac to: modernizacja elewacji i dachu oraz systemu nagłośnienia, przebudowa wejścia głównego, dobudowanie na zapleczu dodatkowego piętra na pomieszczenia techniczno-sanitarne, wymiana podłogi, wyremontowanie i przebudowanie sceny oraz trybun, zainstalowanie materiałów wielowarstwowych poprawiających akustykę[243]. Zredukowano liczbę miejsc na widowni z 1035 do 730 (oprócz tego jest możliwość dostawienia na parkiecie 350 krzeseł). Koszt inwestycji to ponad 9,3 mln zł[244]. Hala została wybudowana w 1967 r., a w 2013 r. dokonano drobnych prac modernizacyjnych[245]. Ze względu na usterki dotyczące paneli na elewacji hala jest ogrodzona[246] (stan na 1 stycznia 2020 r.), ale odbywają się w niej imprezy sportowe.
- 4 czerwca 2018 r. Anwil Włocławek został Mistrzem Polski w koszykówce. Radni miejscy uhonorowali kolejne mistrzostwo przez nadanie oficjalnej nazwy największej hali sportowej w mieście. Od 20 grudnia 2019 r. Hala Mistrzów to oficjalna nazwa tej areny[247]. Nazwa ta od lat funkcjonowała we Włocławku. Mimo wygranego konkursu dopiero w 2018 r. nadano oficjalnie nazwę[248].
- 16 czerwca 2018 r. bulwary zyskały „Włocławki”, czyli specjalnie zaprojektowane stoły z wbudowanymi grillami[249]. W 2019 r. zaprezentowano na Łódź Design Festival nowy mebel miejski „Włocławki '19"[250], który został umiejscowiony na bulwarach[251].
- 13 września 2018 r. zaczęło działać Radio Kujawy[9].
- W październiku 2018 r. rozpoczęły się prace nad zagospodarowaniem terenu po byłej jednostce przy ul. Długiej[252]. W 2020 r. na 8 ha zostanie uruchomione centrum handlowe[253].
- 22 października 2018 r. na kamienicy przy ul. Żabiej 14/16 udostępniono mural, który prezentuje architekturę Włocławka[254]. Jest to element rewitalizacji Śródmieścia. 13 grudnia 2019 r. pod muralem powstał pierwszy park kieszonkowy[255]. Kolejne parki kieszonkowe są planowane w programie rewitalizacji przy ul. Gdańskiej 5, Królewieckiej 20 i Zapiecek 3/5[256].
- W listopadzie 2018 r. postawiono 3 automaty do sprzedaży biletów komunikacji miejskiej[257]. Biletomaty są umiejscowione na ul. 20 stycznia, ul. Okrzei (na wysokości dworca), ul. Ostrowskiej (pętla autobusowa)[258].
- 4 grudnia 2018 r. oddano ponownie do użytku Muzeum Historii Włocławka, które mieści się w trzech zabytkowych kamienicach przy zbiegu Starego Rynku i ul. Szpichlernej. Muzeum było zamknięte od 2013 r. ze względu na zły stan budynków[259]. W ramach modernizacji wymieniono dach i okna, odrestaurowano elewację, rozbudowano recepcję i pomieszczenia socjalne oraz zorganizowano ekspozycje stałe. Remont kosztował 12 mln zł[260]. Muzeum istnieje od 1972 r.

### 2019

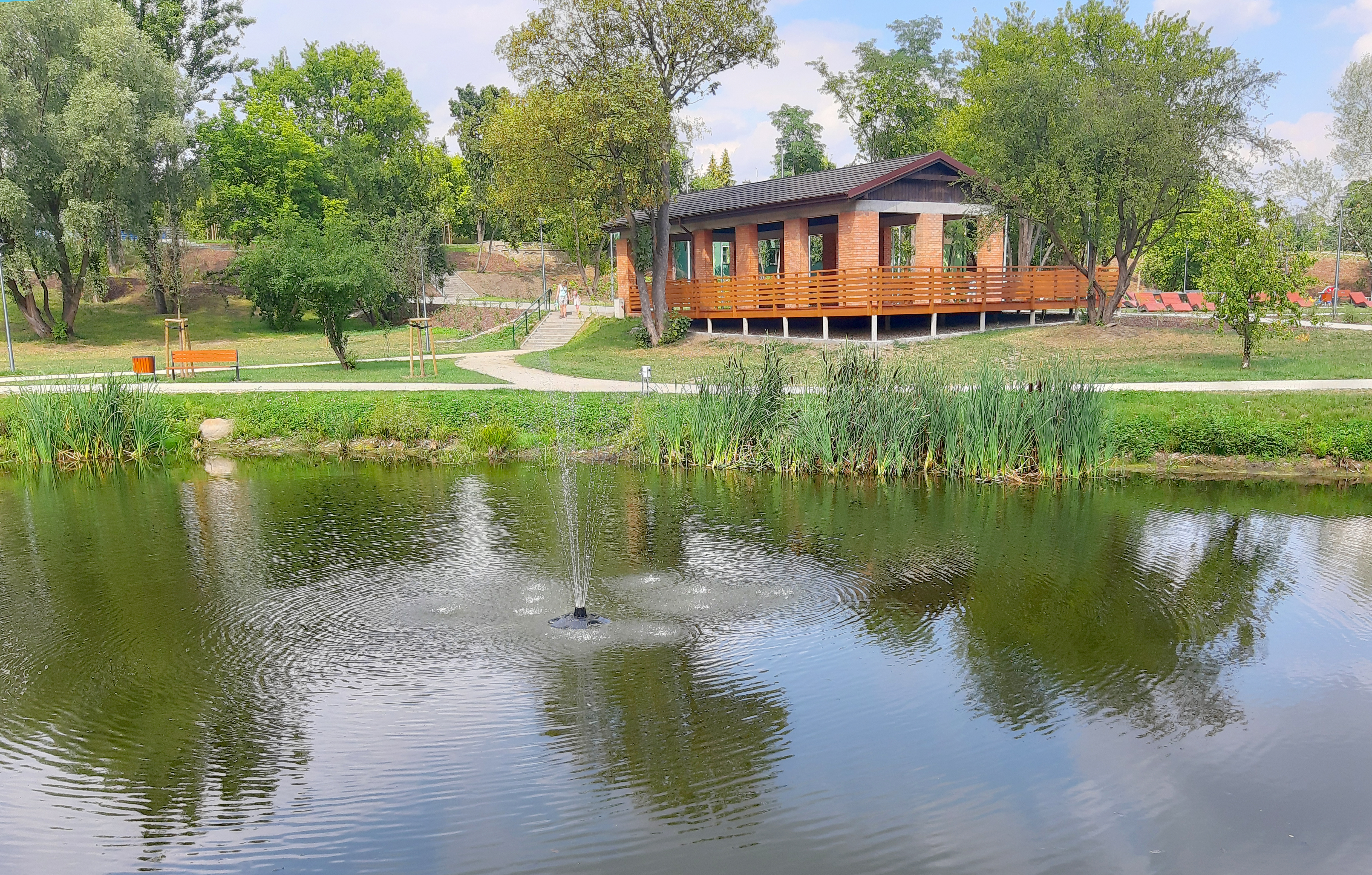
Park na Słodowie

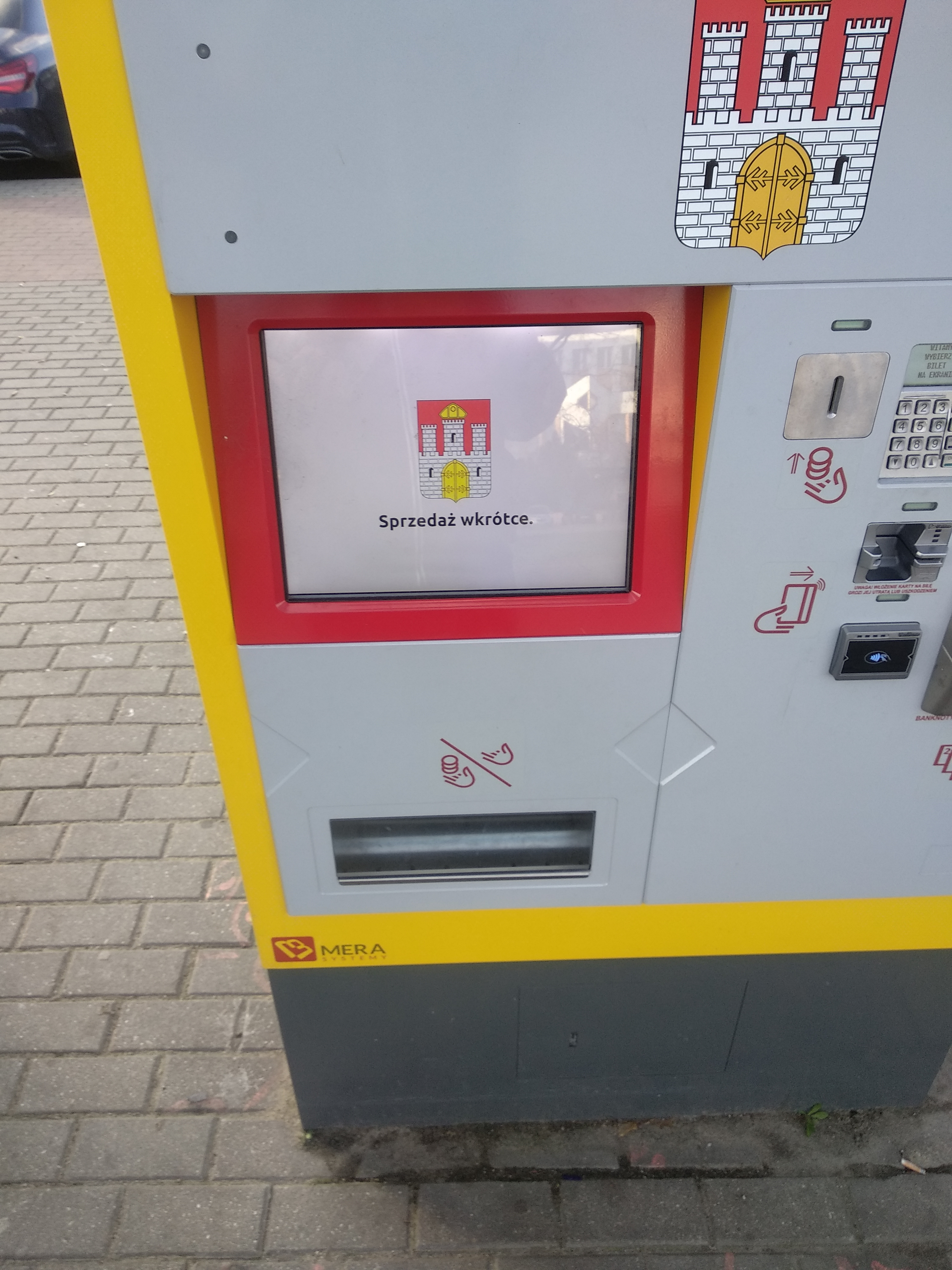
Biletomat komunikacji miejskiej we Włocławku (2019 r.)

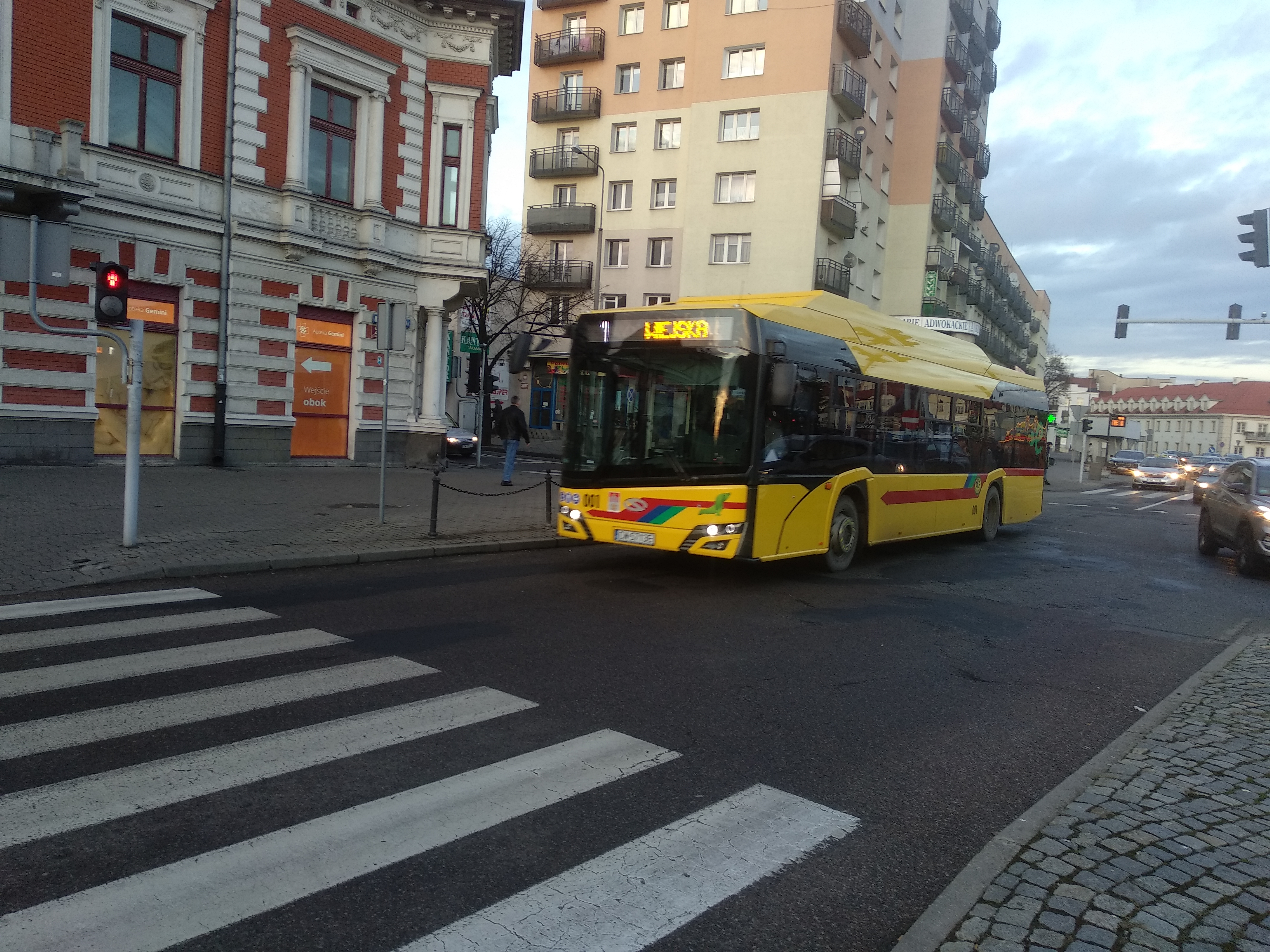
Autobus elektryczny w barwach MPK Włocławek (2019 r.)

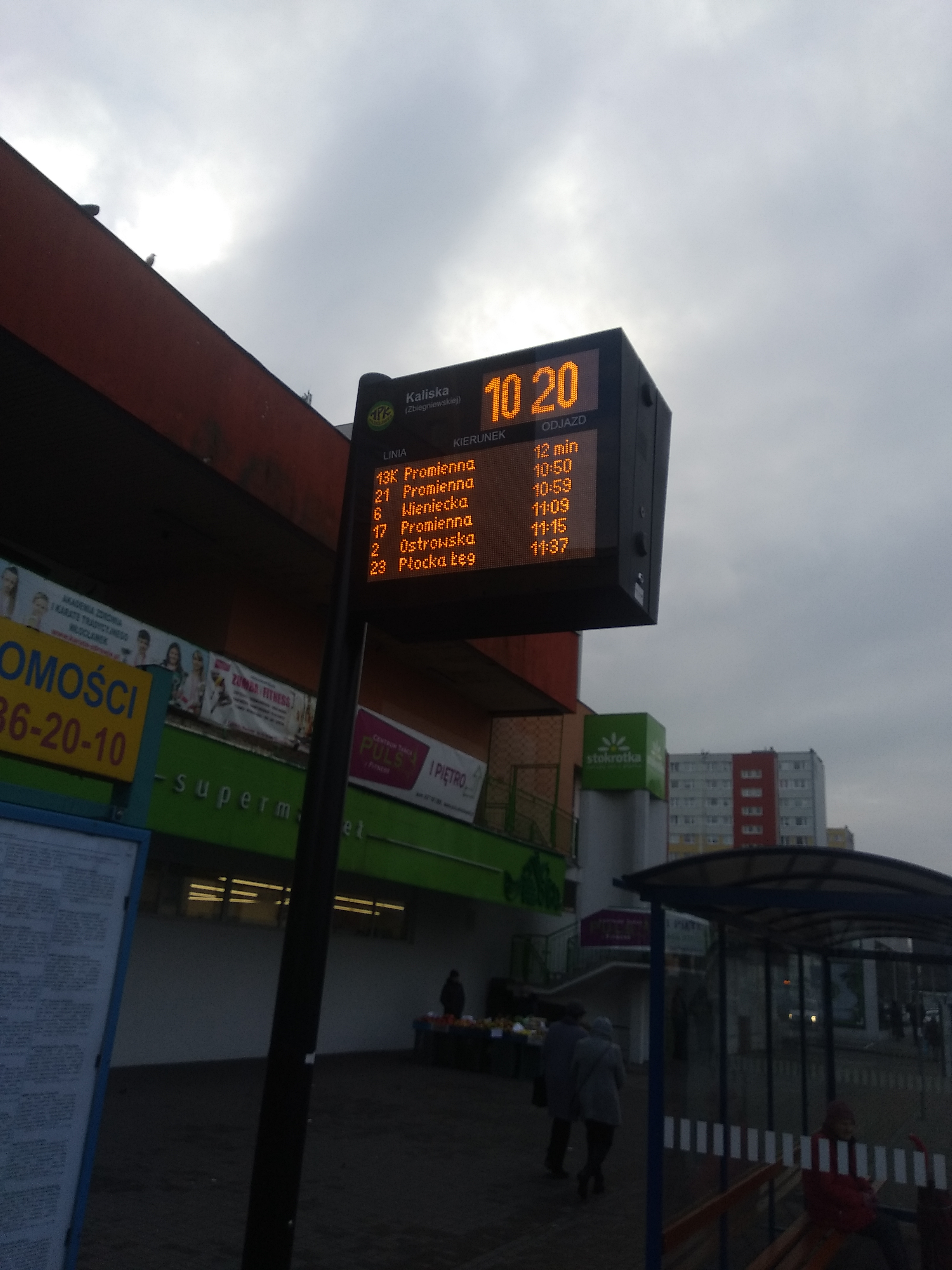
Tablica informacyjna komunikacji miejskiej we Włocławku (2019 r.)

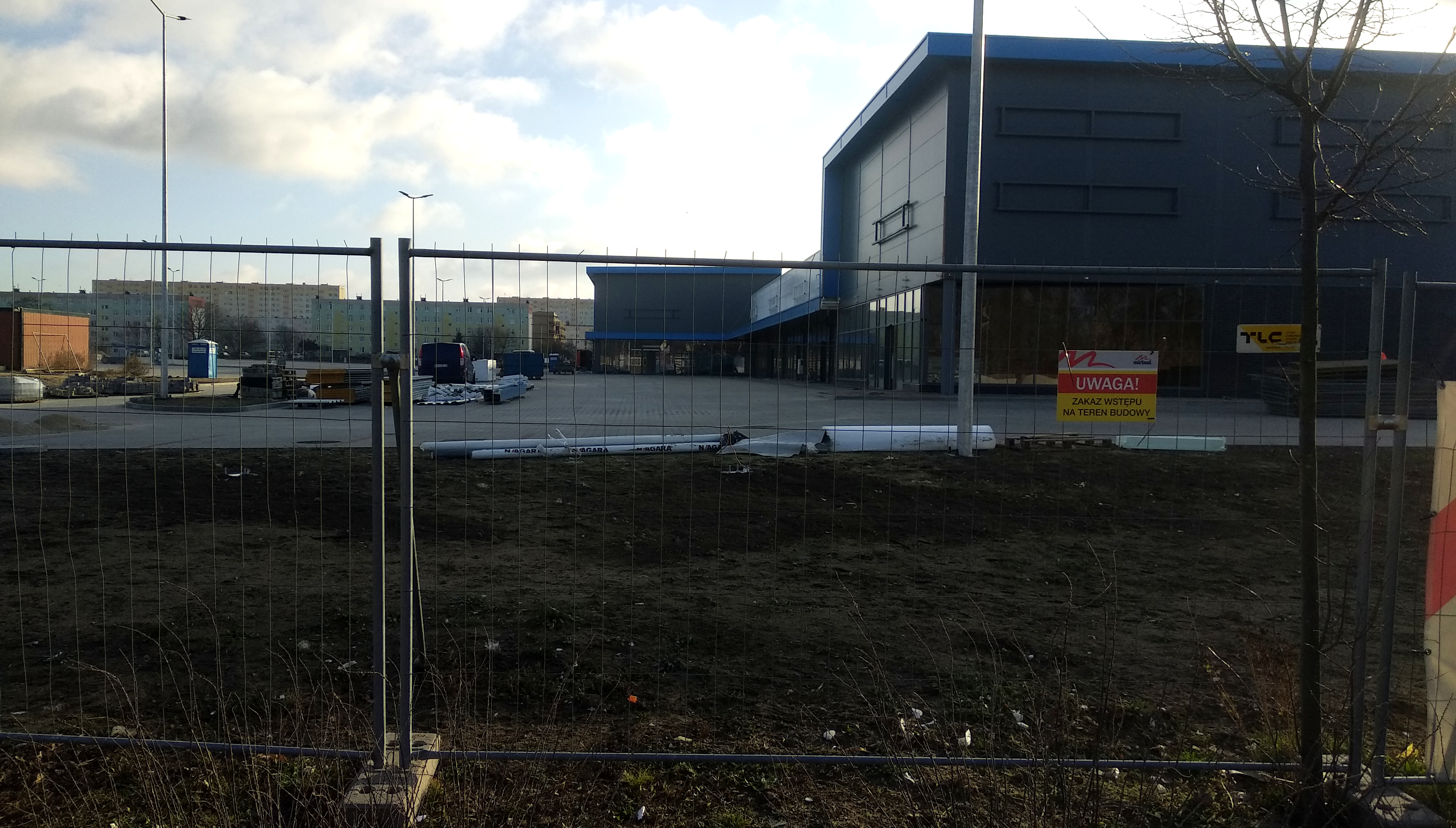
Tereny po byłej jednostce wojskowej przy ul. Długiej (2019 r.)

- 14 lutego 2019 r. uruchomiono po remoncie Basen Delfin (w remoncie od września 2017 r.). Inwestycja kosztowała ok. 15 mln zł[261].
- W czerwcu 2019 r. ruszył program promocji kulturowej marki miasta. W ramach „Włocławki na ławki” pracownice Fabryki Fajansu malowały ławki we wzory włocławskiego fajansu (przy ul. Zielony Rynek, Starym Rynku, Placu Wolności). W ramach drugiej akcji „Włocławki. Nowa odsłona” zorganizowany został konkurs na gadżety związane z Włocławkiem, które nawiązują do włocławskiego fajansu[262]. Także w tym roku Rad Studio wykorzystał motywy fajansu włocławskiego do stworzenia garnituru[263]. Tradycja produkcji włocławskiego fajansu sięga 1873 r.[264]
- 14 czerwca 2019 r. Anwil Włocławek został Mistrzem Polski w koszykówce.
- 13 lipca 2019 r. otwarto Park na Słodowie[265]. Koszt budowy to ponad 16 mln zł. Park uzyskał: ścieżki rowerowe, ławki i kosze, nową roślinność, plac zabaw, boisko do kosza, altany, pergole dla zakochanych[266] i amfiteatr[267].
- 24 lipca 2019 r. zmarł dr Władysław Skrzypek. Był prezydentem Włocławka w latach 2002–2006, posłem na Sejm, nauczycielem, członkiem Włocławskie Towarzystwa Naukowego oraz Towarzystwa Przyjaciół Włocławka[268].
- 31 lipca 2019 r. wykonawca modernizacji budowlanej przekazał Państwowej Uczelni Zawodowej we Włocławku klucze do Centrum Nauk Technicznych i Nowoczesnych Technologii[269]. Wcześniej w budynku przy ul. Energetyków 30 znajdował się Zespół Szkół Mechanicznych, a następnie gimnazjum i liceum im. Unii Europejskiej[270]. Centrum posiada 30 sal i aulę na 200 osób oraz usprawnienia dla osób z niepełnosprawnościami. Prace budowlane kosztowały 16 mln zł, a łączny koszt projektu z wyposażeniem to 28 mln zł. W 2020 r. centrum zyska: specjalistyczne wyposażenie do pracowni i wyposażenie niezbędne do prowadzenia kierunków: Mechaniki i budowy maszyn, Automatyki, Robotyki, Nowych mediów i e-biznesu[271].
- 7 sierpnia 2019 r. ruszył Włocławski Rower Miejski. Jest to wdrożona propozycja w ramach Budżetu Obywatelskiego na rok 2019. Początkowo było dostępne 50 rowerów na 6 wirtualnych stacjach, a 16 września uruchomiono kolejne 3 stacje[272]. W 2020 włocławski rower miejski otrzymał nazwę Włower. W 2020 do dyspozycji było 220 rowerów (w tym 20 z fotelikami dziecięcymi) na 20 stacjach ze stojakami oraz 19 bez stojaków (tzw. wirtualne). Wypożyczenie roweru do 20 minut jest bezpłatne, a jeśli wypożyczenie będzie trwało godzinę to koszt wyniesie 1 zł (2020 r.)[273].
- 9 września trzy kolejne firmy otrzymały decyzję o wsparciu inwestycyjnym w Pomorskiej Specjalnej Strefy Ekonomicznej (Włocławek znajduje się w tej strefie). W związku ze zmianami prawa w 2018 r. firmy nie muszą znajdować się na wcześniej wyznaczonej w 2013 r. Podstrefie Włocławek (PSSE). Firmy, które otrzymały wsparcie to Anwil, Mez Technik Spółka z o.o. (obróbką blach oraz produkcją konstrukcji stalowych), Toku Projekt Zbigniew Topolski (firma budowlana). Firma Anwil stworzy ponad 100 nowych miejsc pracy, a zakończenie inwestycji rozbudowy jest planowane na 2022 r.[274]
- Pod koniec października 2019 r. zakończyła się przebudowa ul. Żytniej. Za 2,2 mln zł połączona oba odcinki ulicy Żytniej (dotychczas nie było możliwości przejazdu), położono nową nawierzchnię oraz udostępniono blisko 100 miejsc postojowych[275].
- Do 4 grudnia 2019 r. przyjmowane były oferty na dokumentację dotyczącą dalszej rozbudowy przystani miejskiej nad Jeziorem Włocławskim (pierwsza modernizacja była w 2011 r.). W ramach inwestycji planowane są: domy kempingowe, pole namiotowe, strefa dla przyczep kempingowych, krąg ogniskowy, sanitariaty, plac zabaw z siłownią, basen, drugi pomost cumowniczy, hangar, dodatkowe miejsca parkingowe, zainstalowanie monitoringu, poprawa dostępu dla osób z niepełnosprawnościami, zasilanie odnawialnymi źródłami energii. Szacunkowa wartość całej inwestycji to 18 mln zł[276].
- 6 grudnia 2019 r. ruszyła kolejna edycja iluminacji świątecznej[277]. Wśród obiektów jest szeroki na kilka metrów napis Włocławek, który zostaje na stałe jako element małej architektury[278].
- W grudniu rozpoczęła się modernizacja Hali Mistrzów. Zamontowano cztery ekrany LED-owe[279]. W 2020 r. wymienione zostaną: parkiet, oświetlenie, uszkodzone krzesełka, a dodatkowo zostanie zmodernizowana wentylacja. Koszt modernizacji wynosi 4,4 mln zł[280].
- W grudniu przy ul. Żeromskiego 28 rozpoczęła się budowa Sądu Okręgowego. Koszt inwestycji to 66,7 mln zł, a zakończenie budowy planowane jest na 15 listopada 2023 r. Sąd ma mieć 4 kondygnacje (w tym jedna podziemna) i 6 tys. metrów kw. powierzchni użytkowej oraz 16 sal rozpraw[281].
- We Włocławku uruchomiono system ITS dla komunikacji miejskiej. Zainstalowano na przystankach 22 monitory, które pokazują czas przyjazdu autobusu na podstawie danych GPS. Sygnalizację świetlną przystosowano do komunikacji miejskiej poprzez tzw. „zieloną falę” dla autobusów MPK Włocławek[282]. W listopadzie[283] po raz pierwszy wyjechały na ulice miasta autobusy elektryczne[284] (miasto zakupiło 3 autobusy Urbino 12 electric).
- W 2019 r. rozpoczęła się rozbudowa Anwilu, która potrwa do 2022 r. W ramach projektu budowana jest trzecia linia produkcji nawozów (instalacja kwasu azotowego). Koszt inwestycji to ok. 1,3 mld zł, a po zakończeniu zatrudnienie wzrośnie o 100 miejsc. Produkcja wzrośnie z 966 tys. ton do 1461 tys. ton rocznie[285].

## Lata 2020–2029

### 2020
- 5 stycznia 2020 r. zmarł prof. Wojciech Gulin. Był ostatnim wojewodą województwa włocławskiego (1997–1998), II wicewojewodą łódzkim (1999–2001), wiceprezesem Włocławskiego Towarzystwa Naukowego (2005−2006) rektorem Kujawskiej Szkoły Wyższej (2006–2008)[286], prorektorem w Kolegium Jagiellońskim Toruńskiej Szkoły Wyższej[287].
- W kwietniu rozpoczęła się budowa tunelu pod torami dla pieszych i rowerzystów przy ul. Promiennej. Planowany koniec inwestycji to 2022 r.[288]
- 16 maja 2020 r. na terenie miasta dostępne są hulajnogi elektryczne, które można wypożyczyć za pomocą aplikacji na smartphone. Jest to inicjatywa firmy zewnętrznej[289].
- W maju został zaprezentowany projekt integracji przychodni i ośrodków z ulic Szpitalnej, Łady, Radosnej i Stodólnej, które są zarządzone przez powiat włocławski. Budynki zostaną przeniesione do Powiatowego Centrum Zdrowia, który ma być wybudowany przy ul. Szpitalnej. 2020 r. ma zostać opracowana dokumentacja, a prace budowlane planowe są w latach 2021–2023 r[290].
- W maju i czerwcu ogłoszono dalsze plany rozbudowy Anwilu. Do 2021 r. ma powstać dział wodorowy, który będzie produkował wodór oraz go dystrybuował (stacje przeznaczone dla transportu publicznego i towarowego)[291]. Do 2022 r. ma powstać trzecia linia produkcyjna nawozów azotowych. Inwestycja będzie kosztowała 1,3 mld zł i stworzy dodatkowe 100 miejsc pracy oraz rozszerzy rodzaje produkowanych nawozów[292].
- 8 sierpnia 2020 r. otwarto trzy baseny letnie przy ul. Lisek. Koszt inwestycji to 3,5 mln zł[293].
- 12 listopada 2020 r. uruchomiono w autobusach MPK system sprzedaży biletów typu open payment system obsługiwany przez Mennicę Polską. Nakładem 2 mln 66 tys. 400zł zamontowano w 65 pojazdach spółki po jednym biletomacie obsługującym wyłącznie płatności kartą[294]. Stare biletomaty dotychczas obsługujące płatności gotówką zostaną zdemontowane.

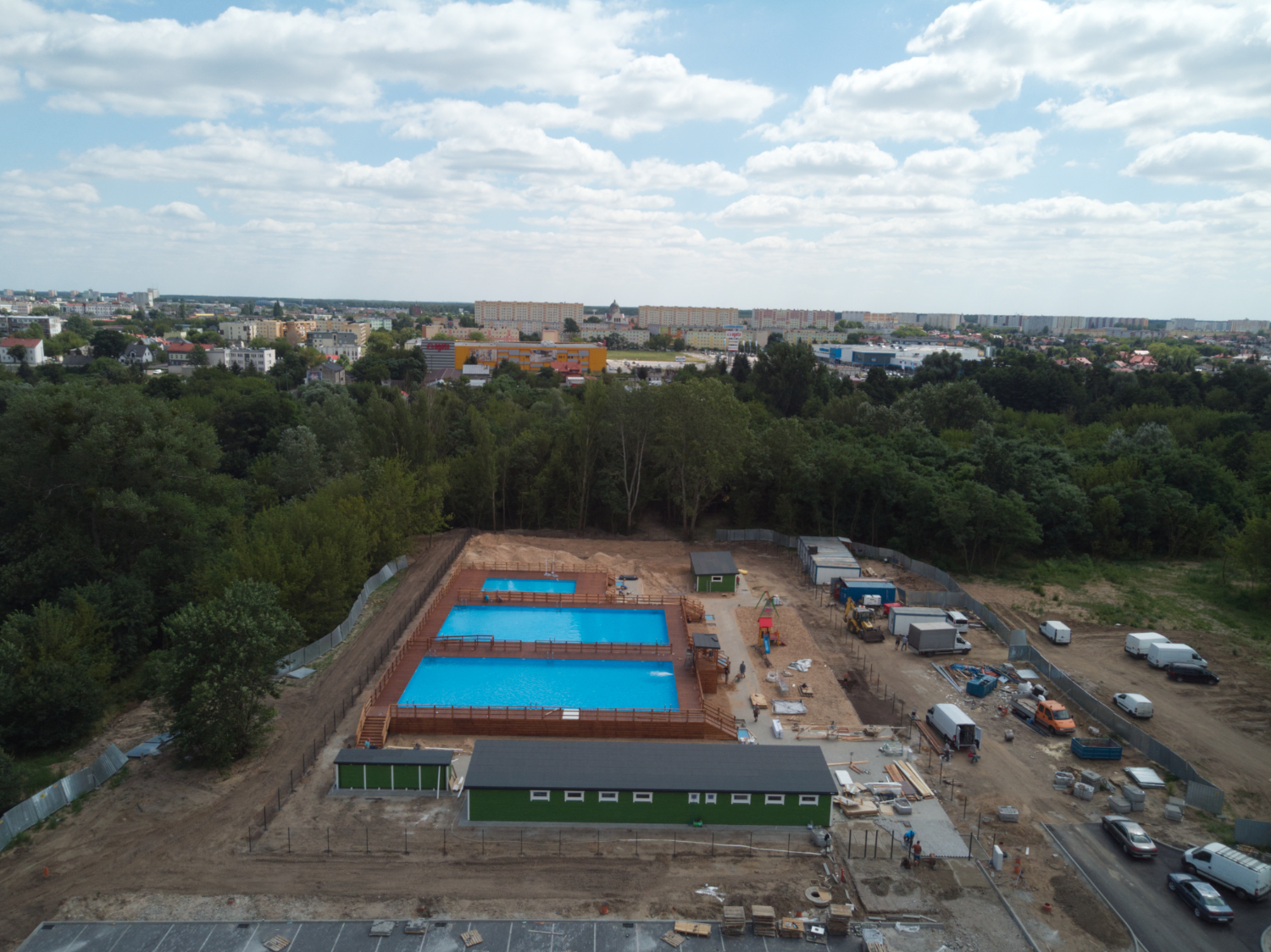
Baseny letnie przy ul. Lisek (w trakcie budowy lipiec 2020 r.)

### 2021
- 1 stycznia 2021 r. miasto zostało powiększone o 76,44 ha (powstał obręb ewidencyjny Michelin KM 23)[295]. Powiększony teren będzie przeznaczony na połączenie drogowe Południa z Michelinem.
- 21 lipca 2021 zmarł dr Zbigniew Kaczmarek. Był twórcą opieki paliatywnej we Włocławku, w 1993 r. utworzył w Szpitalu Wojewódzkim oddział opieki paliatywnej i poradnię walki z bólem. W 1995 r. utworzył Polskie Towarzystwo Opieki Paliatywnej Oddział we Włocławku, dwa lata później utworzył Niepubliczny Zakład Opieki Zdrowotnej. W 1999 r. wraz z prof. Jackiem Łuczakiem opracował standardy opieki paliatywnej[296].
- w maju 2021 r. rozpoczęła się rozbiórka zabytkowego drugiego wydziału Fabryki Celulozy przy ul. Wyszyńskiego 26. Komin ceglany z 1898 roku, wieża ciśnień, dawna kotłownia i budynki produkcyjne z 1892 i magazyn z 1901 nie były wpisane do rejestru zabytków[297].
- w maju 2021 r. zburzono zabytkowy dworek z 1924 r. przy ul. Rzecznej 10[298].
- 28–30 lipca 2021 r. we Włocławku odbyły się 53. PZLA Mistrzostwa Polski U18. Areną zmagań był stadion miejski OSIR przy ul. Chopina 8.
- W lipcu 2021 r. miasto zaciągnęło kredyt na 135,7 mln zł. W pierwszych latach rata roczna ma być na poziomie 3 mln zł. W 2032 rata wzrasta do 25 mln zł. Kredyt ma umożliwić spłatę zobowiązań oraz pokryć zadłużenie budżetu miasta. Ostatnia rata jest przewidziana na 2035 r.[299]
- 9 sierpnia 2021 r. zmarł Ryszard Jarzembowski. Był wicemarszałkiem senatu (2001–2005), senatorem (1993–2005), przewodniczącym rady miasta (1994–1995), rzecznikiem wojewody włocławskiego, redaktorem naczelnym włocławskiego pisma „Alchemik”[300].

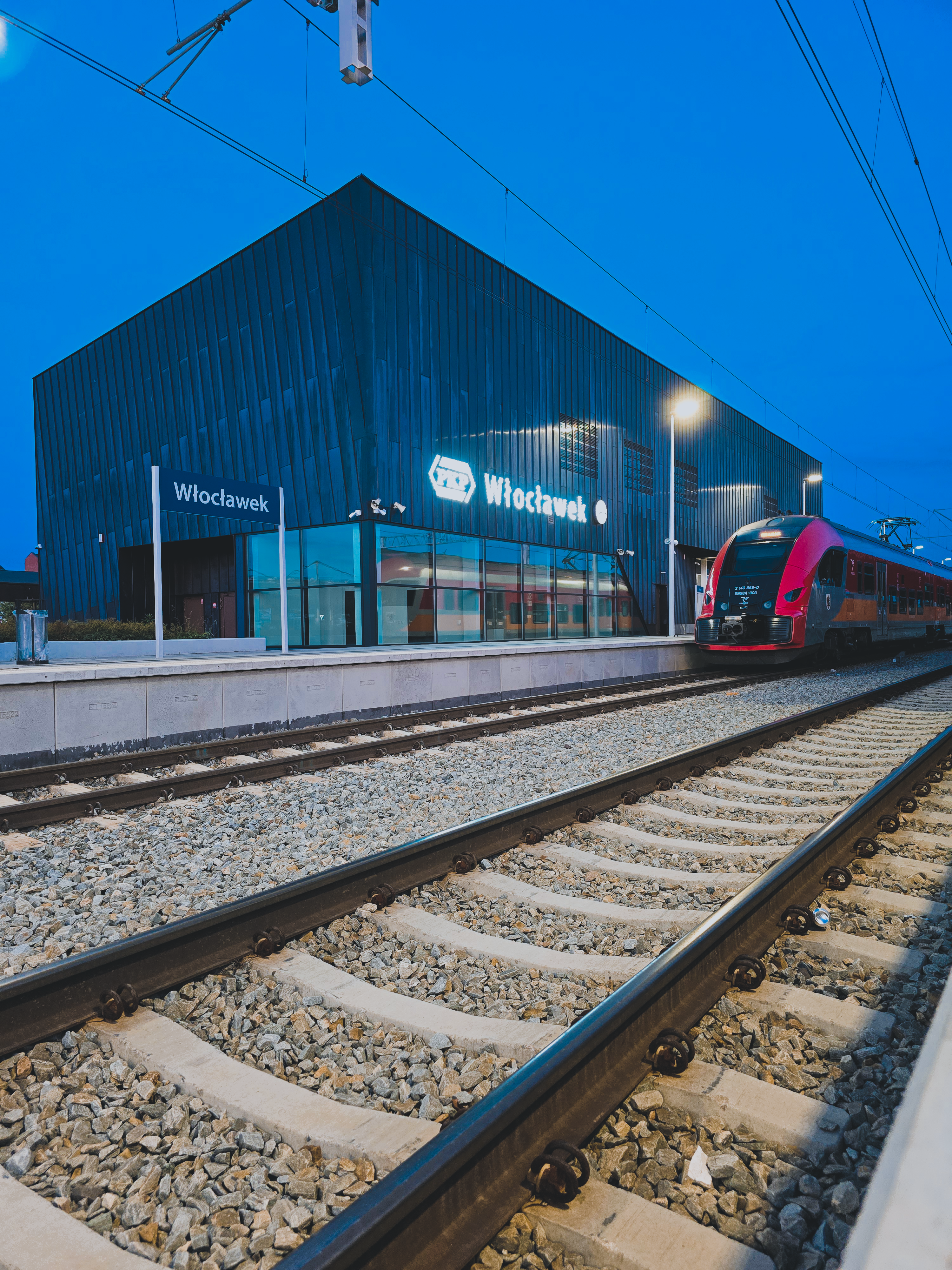
Dworzec kolejowy we Włocławku

- 30 sierpnia 2021 r. rozpoczęło się wyburzanie dworca we Włocławku przy ul. Okrzei 65[301]. Dworzec został oddany do użytku w 1974 r. Nowy dworzec otwarto 9 sierpnia 2023 r.[302], został on dostosowany do osób z niepełnosprawnościami np. windy, mapy dotykowe, wypustki na peronie. Wydłużono peron 1, aby mógł obsługiwać pociągi dalekobieżne. Część budynku dworca zajmuje wydział komunikacji urzędu miejskiego oraz informacja turystyczna. W październiku 2024 r. oddano peron 2, który został podwyższony dla ułatwienia przechodzenia z peronu do pociągu. Zyskał on także: 150 metrowe zadaszenie, windę, elektroniczny System Informacji Pasażerskiej, antypoślizgową nawierzchnie ze ścieżkami naprowadzającymi[303].
- 15 września 2021 r. powstała na terenie zakładu PTA instalacja do prowadzenia badań w warunkach przemysłowych tj. testuje się katalizatory uwodornienia we współpracy z uczelniami. Jest to pierwsza tego typu instalacja badawcza w spółce Orlen[304].
- 21 września 2021 r. rozpoczęła się rozbudowa szpitala wojewódzkiego we Włocławku. W ramach rozbudowy powstanie pięciokondygnacyjny budynek, który będzie zawierał Szpitalny Oddział Ratunkowy, blok porodowy, oddziały patologii ciąży, położnictwa i neonatologii, oddziały ortopedii i traumatologii oraz chirurgii ogólnej, zintegrowany blok operacyjny, oddział neurochirurgiczny. Cała inwestycja będzie kosztować 155 mln zł i ma zakończyć się w czerwcu 2023 r.[305] W drugiej połowie 2022 r. budowa została wstrzymana przez wykonawcę ze względu na rosnące koszty. w marcu 2023 r. budowa ruszyła ponownie, a wykonawca wynegocjował oddanie w stanie surowym do 30 listopada 2023 r. Dalsze prace oraz zakup aparatury zostanie sfinansowane w ramach nowego przetargu. Budynek ma być oddany do końca 2024 r.[306][307]
- W listopadzie 2021 r. rozpoczęło się wyburzanie Fabryki Urządzeń Technicznych „Wisła” przy ulicy Toruńskiej 28[308].
- Od 1 lutego do 14 listopada 2021 r. w związku z COVID-19 zmarło 288 osób we Włocławku, a liczba zakażeń osiągnęła liczbę 5921 przypadków[309].

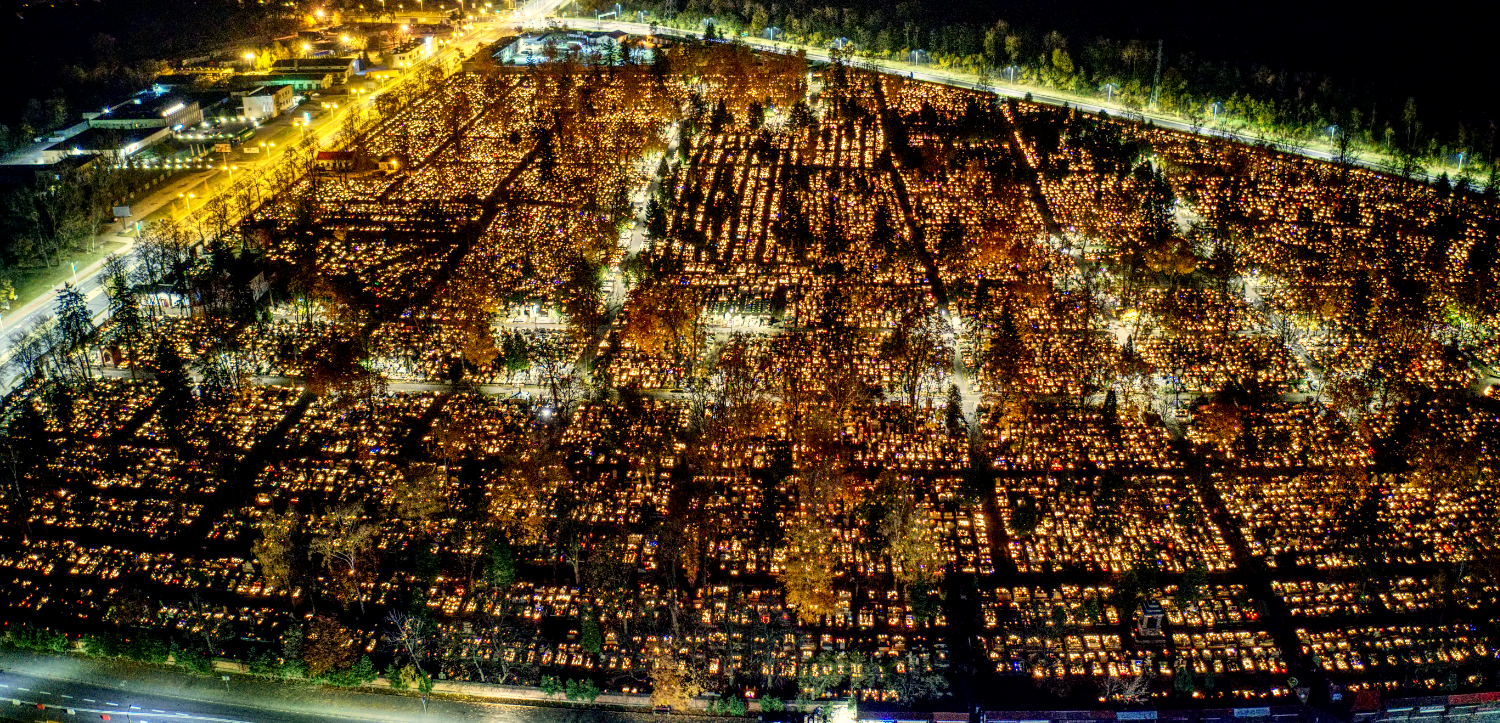
Cmentarz Komunalny (1 listopada 2021 r.)

### 2022
- 19 stycznia 2022 r. otwarto Centrum Przesiadkowe we Włocławku. Koszt inwestycji to 9 mln zł (bez wyposażenia), a w ramach inwestycji powstało 10 stanowisk dla autobusów oraz wiaty wraz z ławkami[310].
- 1 września 2022 r. Państwowa Uczelnia Zawodowa we Włocławku zmienia nazwę na Państwową Akademię Nauk Stosowanych we Włocławku[311].
- 5 października 2022 r. zmarł Mariusz Kowalewicz, wieloletni spiker na meczach Anwilu Włocławek, dziennikarz Radia W, założyciel Radia eMKa, prezes Włocławskiego Towarzystwa Judo[312].
- W II połowie roku opracowano nowe logo miasta. Logo tworzy litera „W” i wzór róży znany z fajansu włocławskiego oraz napis „WŁOCŁAWEK”. Za nowy znak graficzny promujący miasto odpowiada włocławska agencja kreatywna Gutenberg Design. W ramach zlecenia stworzyła Księgę Znaku dla logo miasta Włocławek oraz System identyfikacji wizualnej Włocławka. Urząd Miasta 18–25 października zorganizował głosowanie elektroniczne na hasło promocyjne miasta. 64% głosów otrzymało hasło: „Włocławek jak malowany”[313].

### 2024
- 12 stycznia 2024 r. na dnie Wisły odnaleziono miecz wikiński typu S (wg klasyfikacji Petersena[a]), pochodzący z X w.[316] Został on odnaleziony przez ekipę pogłębiającą basen przystani OSIR w centrum Włocławka. Na wystający obiekt z mułu zwrócił uwagę Sławomir Mularski, a pierwszej oceny dokonał obecny na miejscu archeolog Olaf Popkiewicz[317]. Miecz został podany badaniom i konserwacji przez naukowców z Uniwersytetu Mikołaja Kopernika w Toruniu[316], a następnie umieszczono go na ekspozycji w Muzeum Historii Włocławka[318].

| Miecz wydobyty w 2024 r. z dna Wisły we Włocławku |

- W kwietniu 2024 roku Prezydentem Włocławka został Krzysztof Kukucki. W wyborach samorządowych w 2024 wystartował z ramienia Lewicy na urząd prezydenta Włocławka, zajmując pierwsze miejsce w I turze, z wynikiem 41,40% głosów. W II turze pokonał ubiegającego się o reelekcję Marka Wojtkowskiego, uzyskując 56,28% głosów[319]. W konsekwencji odszedł ze stanowiska rządowego, a także wygasł jego mandat senatorski[potrzebny przypis].